# Storie di Wizards of Mickey
Questo è l'elenco delle storie incentrate sui personaggi di Wizards of Mickey, pubblicate dall’ottobre 2006 sul settimanale Topolino (edito da The Walt Disney Company Italia e in seguito dalla Panini Comics).

## Elenco delle storie

### Prima serie
| nº                                                            | Titolo                                                        | Data di pubblicazione                                         | Volume Topolino                                               |                                                               |                                                               |                                                               |                                                               |
| Wizards of Mickey - Le leggende perdute (prequel) (3 episodi) | Wizards of Mickey - Le leggende perdute (prequel) (3 episodi) | Wizards of Mickey - Le leggende perdute (prequel) (3 episodi) | Wizards of Mickey - Le leggende perdute (prequel) (3 episodi) | Wizards of Mickey - Le leggende perdute (prequel) (3 episodi) | Wizards of Mickey - Le leggende perdute (prequel) (3 episodi) | Wizards of Mickey - Le leggende perdute (prequel) (3 episodi) | Wizards of Mickey - Le leggende perdute (prequel) (3 episodi) |
| ------------------------------------------------------------- | ------------------------------------------------------------- | ------------------------------------------------------------- | ------------------------------------------------------------- | ------------------------------------------------------------- | ------------------------------------------------------------- | ------------------------------------------------------------- | ------------------------------------------------------------- |
| 1                                                             | Il drago lucente                                              | 30 giugno 2009                                                | Topolino 2796                                                 |                                                               |                                                               |                                                               |                                                               |
| 2                                                             | Il castello dell'oblio                                        | 29 settembre 2009                                             | Topolino 2809                                                 |                                                               |                                                               |                                                               |                                                               |
| 3                                                             | La trama dei tre                                              | 6 ottobre 2009                                                | Topolino 2810                                                 |                                                               |                                                               |                                                               |                                                               |
| Wizards of Mickey - Le origini (10 episodi)                   |                                                               |                                                               |                                                               |                                                               |                                                               |                                                               |                                                               |
| 4                                                             | Il grande torneo                                              | 10 ottobre 2006                                               | Topolino 2654                                                 |                                                               |                                                               |                                                               |                                                               |
| 5                                                             | La palude dei Dolmen                                          | 17 ottobre 2006                                               | Topolino 2655                                                 |                                                               |                                                               |                                                               |                                                               |
| 6                                                             | Il segreto della Grande Corona                                | 24 ottobre 2006                                               | Topolino 2656                                                 |                                                               |                                                               |                                                               |                                                               |
| 7                                                             | Luna Diamante                                                 | 31 ottobre 2006                                               | Topolino 2657                                                 |                                                               |                                                               |                                                               |                                                               |
| 8                                                             | Il pozzo dei draghi                                           | 7 novembre 2006                                               | Topolino 2658                                                 |                                                               |                                                               |                                                               |                                                               |
| 9                                                             | Streghe a palazzo                                             | 14 novembre 2006                                              | Topolino 2659                                                 |                                                               |                                                               |                                                               |                                                               |
| 10                                                            | Il Drago di Ferro                                             | 21 novembre 2006                                              | Topolino 2660                                                 |                                                               |                                                               |                                                               |                                                               |
| 11                                                            | Gli scaccia mostri                                            | 28 novembre 2006                                              | Topolino 2661                                                 |                                                               |                                                               |                                                               |                                                               |
| 12                                                            | Il ritorno di Macchia Nera                                    | 5 dicembre 2006                                               | Topolino 2662                                                 |                                                               |                                                               |                                                               |                                                               |
| 13                                                            | Lo Stregone Supremo                                           | 11 dicembre 2006                                              | Topolino 2663                                                 |                                                               |                                                               |                                                               |                                                               |
| Wizards of Mickey II - L'età oscura (10 episodi)              |                                                               |                                                               |                                                               |                                                               |                                                               |                                                               |                                                               |
| 14                                                            | Il torneo dello Stregone Nero                                 | 10 aprile 2007                                                | Topolino 2680                                                 |                                                               |                                                               |                                                               |                                                               |
| 15                                                            | Il grande tradimento                                          | 17 aprile 2007                                                | Topolino 2681                                                 |                                                               |                                                               |                                                               |                                                               |
| 16                                                            | Il giorno senza sole                                          | 24 aprile 2007                                                | Topolino 2682                                                 |                                                               |                                                               |                                                               |                                                               |
| 17                                                            | La furia dei draghi                                           | 1 maggio 2007                                                 | Topolino 2683                                                 |                                                               |                                                               |                                                               |                                                               |
| 18                                                            | Il labirinto delle cascate                                    | 8 maggio 2007                                                 | Topolino 2684                                                 |                                                               |                                                               |                                                               |                                                               |
| 19                                                            | Le chiavi stregate                                            | 15 maggio 2007                                                | Topolino 2685                                                 |                                                               |                                                               |                                                               |                                                               |
| 20                                                            | Il guardiano delle tenebre                                    | 22 maggio 2007                                                | Topolino 2686                                                 |                                                               |                                                               |                                                               |                                                               |
| 21                                                            | Il bastione del drago                                         | 29 maggio 2007                                                | Topolino 2687                                                 |                                                               |                                                               |                                                               |                                                               |
| 22                                                            | I corni di Oggoth                                             | 5 giugno 2007                                                 | Topolino 2688                                                 |                                                               |                                                               |                                                               |                                                               |
| 23                                                            | Ritorno a casa                                                | 12 giugno 2007                                                | Topolino 2689                                                 |                                                               |                                                               |                                                               |                                                               |
| Wizards of Mickey III - Il male antico (6 episodi)            |                                                               |                                                               |                                                               |                                                               |                                                               |                                                               |                                                               |
| 24                                                            | La guerra infinita                                            | 19 febbraio 2008                                              | Topolino 2725                                                 |                                                               |                                                               |                                                               |                                                               |
| 25                                                            | Il mistero del dormiente                                      | 26 febbraio 2008                                              | Topolino 2726                                                 |                                                               |                                                               |                                                               |                                                               |
| 26                                                            | I titani del gelo                                             | 27 maggio 2008                                                | Topolino 2739                                                 |                                                               |                                                               |                                                               |                                                               |
| 27                                                            | La fornace dell'abisso                                        | 3 giugno 2008                                                 | Topolino 2740                                                 |                                                               |                                                               |                                                               |                                                               |
| 28                                                            | La fine di un'era                                             | 20 gennaio 2009                                               | Topolino 2773                                                 |                                                               |                                                               |                                                               |                                                               |
| 29                                                            | L'alba di un nuovo mondo                                      | 27 gennaio 2009                                               | Topolino 2774                                                 |                                                               |                                                               |                                                               |                                                               |
| Wizards of Mickey IV - Il nuovo mondo (5 episodi)             |                                                               |                                                               |                                                               |                                                               |                                                               |                                                               |                                                               |
| 30                                                            | Il dominatore dei mari                                        | 11 agosto 2009                                                | Topolino 2802                                                 |                                                               |                                                               |                                                               |                                                               |
| 31                                                            | La cripta dei cento leoni                                     | 18 agosto 2009                                                | Topolino 2803                                                 |                                                               |                                                               |                                                               |                                                               |
| 32                                                            | L'assedio delle ombre                                         | 25 agosto 2009                                                | Topolino 2804                                                 |                                                               |                                                               |                                                               |                                                               |
| 33                                                            | Il regno di sotto (prima parte)                               | 1 settembre 2009                                              | Topolino 2805                                                 |                                                               |                                                               |                                                               |                                                               |
| 34                                                            | Il regno di sotto (seconda parte)                             | 1 settembre 2009                                              | Topolino 2805                                                 |                                                               |                                                               |                                                               |                                                               |
| Wizards of Mickey V - Lemuria (3 episodi)                     |                                                               |                                                               |                                                               |                                                               |                                                               |                                                               |                                                               |
| 35                                                            | Gli abitatori del buio                                        | 30 agosto 2011                                                | Topolino 2909                                                 |                                                               |                                                               |                                                               |                                                               |
| 36                                                            | La città delle macchine                                       | 6 settembre 2011                                              | Topolino 2910                                                 |                                                               |                                                               |                                                               |                                                               |
| 37                                                            | Il cuore di Albion                                            | 13 settembre 2011                                             | Topolino 2911                                                 |                                                               |                                                               |                                                               |                                                               |
| Wizards of Mickey VI - Legacy (4 episodi)                     |                                                               |                                                               |                                                               |                                                               |                                                               |                                                               |                                                               |
| 38                                                            | L'armata della notte                                          | 24 settembre 2013                                             | Topolino 3017                                                 |                                                               |                                                               |                                                               |                                                               |
| 39                                                            | I custodi della memoria                                       | 1 ottobre 2013                                                | Topolino 3018                                                 |                                                               |                                                               |                                                               |                                                               |
| 40                                                            | Il vessillo ancestrale                                        | 8 ottobre 2013                                                | Topolino 3019                                                 |                                                               |                                                               |                                                               |                                                               |
| 41                                                            | Il padrone della magia                                        | 15 ottobre 2013                                               | Topolino 3020                                                 |                                                               |                                                               |                                                               |                                                               |

### Seconda serie
| nº | Titolo                     | Data di pubblicazione              | Volume Topolino              | Puntate |
| -- | -------------------------- | ---------------------------------- | ---------------------------- | ------- |
| 1  | Mondimontagne              | 7 ottobre 2015                     | Topolino 3124                | 2       |
| 2  | Aurora                     | 5 ottobre 2016                     | Topolino 3176                | 2       |
| 3  | Magicraft                  | 28 dicembre 2016 - 18 gennaio 2017 | Topolino 3188-3189-3190-3191 | 4       |
| 4  | Oberon                     | 23 maggio 2018                     | Topolino 3261                | 2       |
| 5  | Arena                      | 7 novembre 2018                    | Topolino 3285                | 2       |
| 6  | Destino                    | 6-13 marzo 2019                    | Topolino 3302-3303           | 2       |
| 7  | Il seminatore di discordie | 9 agosto 2023                      | Topolino 3533                | 1       |

### Terza serie
| Wizards of Mickey - New (mis)adventures (5 episodi) | Wizards of Mickey - New (mis)adventures (5 episodi) | Wizards of Mickey - New (mis)adventures (5 episodi) | Wizards of Mickey - New (mis)adventures (5 episodi) | Wizards of Mickey - New (mis)adventures (5 episodi) | Wizards of Mickey - New (mis)adventures (5 episodi) | Wizards of Mickey - New (mis)adventures (5 episodi) | Wizards of Mickey - New (mis)adventures (5 episodi) |
| nº                                                  | Titolo                                              | Data di pubblicazione                               | Volume Topolino                                     |                                                     |                                                     |                                                     |                                                     |
| --------------------------------------------------- | --------------------------------------------------- | --------------------------------------------------- | --------------------------------------------------- | --------------------------------------------------- | --------------------------------------------------- | --------------------------------------------------- | --------------------------------------------------- |
| 1                                                   | Blackout: prologo                                   | 23 ottobre 2019                                     | Topolino 3335                                       |                                                     |                                                     |                                                     |                                                     |
| 2                                                   | Blackout                                            | 4 novembre 2019                                     | Topolino Fuoriserie 1                               |                                                     |                                                     |                                                     |                                                     |
| 3                                                   | Una candida speranza                                | 4 novembre 2019                                     | Topolino Fuoriserie 1                               |                                                     |                                                     |                                                     |                                                     |
| 4                                                   | Il potere della realtà                              | 16 marzo 2020                                       | Topolino Fuoriserie 2                               |                                                     |                                                     |                                                     |                                                     |
| 5                                                   | La realtà del potere                                | 16 marzo 2020                                       | Topolino Fuoriserie 2                               |                                                     |                                                     |                                                     |                                                     |
| Wizards of Mickey - Forbidden Kingdom (10 episodi)  |                                                     |                                                     |                                                     |                                                     |                                                     |                                                     |                                                     |
| 6                                                   | L'oscura profezia                                   | 23 ottobre 2020                                     | Topolino Fuoriserie 3                               |                                                     |                                                     |                                                     |                                                     |
| 7                                                   | Le fucine del Monte di Fuoco                        | 23 ottobre 2020                                     | Topolino Fuoriserie 3                               |                                                     |                                                     |                                                     |                                                     |
| 8                                                   | Il peso della verità                                | 18 febbraio 2021                                    | Topolino Fuoriserie 4                               |                                                     |                                                     |                                                     |                                                     |
| 9                                                   | Il segreto di Picco Ventoso                         | 18 febbraio 2021                                    | Topolino Fuoriserie 4                               |                                                     |                                                     |                                                     |                                                     |
| 10                                                  | L'abisso di Kravarhas                               | 24 giugno 2021                                      | Topolino Fuoriserie 5                               |                                                     |                                                     |                                                     |                                                     |
| 11                                                  | Il misterioso Mortymerius!                          | 24 giugno 2021                                      | Topolino Fuoriserie 5                               |                                                     |                                                     |                                                     |                                                     |
| 12                                                  | Fuga dall'Isola degli Esiliati                      | 28 ottobre 2021                                     | Topolino Fuoriserie 6                               |                                                     |                                                     |                                                     |                                                     |
| 13                                                  | Il portatore di distruzione                         | 28 ottobre 2021                                     | Topolino Fuoriserie 6                               |                                                     |                                                     |                                                     |                                                     |
| 14                                                  | Scontro di titani!                                  | 24 febbraio 2022                                    | Topolino Fuoriserie 7                               |                                                     |                                                     |                                                     |                                                     |
| 15                                                  | Il destino di un eroe                               | 24 febbraio 2022                                    | Topolino Fuoriserie 7                               |                                                     |                                                     |                                                     |                                                     |

### Storie brevi
| nº | Titolo                      | Data di pubblicazione | Volume Topolino |
| -- | --------------------------- | --------------------- | --------------- |
| 1  | Il senso della famiglia     | 20 ottobre 2015       | Topolino 3125   |
| 2  | A che cosa servono i nemici | 27 ottobre 2015       | Topolino 3126   |
| 3  | Amici per le scaglie        | 3 novembre 2015       | Topolino 3127   |
| 4  | La turbolente dolce metà    | 3 novembre 2015       | Topolino 3127   |
| 5  | Tifosi per passione         | 3 novembre 2015       | Topolino 3127   |

### Wizards of Gamba
| nº | Titolo                              | Data di pubblicazione | Volume Topolino |
| -- | ----------------------------------- | --------------------- | --------------- |
| 1  | Ammirazione a percussione           | 30 gennaio 2019       | Topolino 3297   |
| 2  | Il diamagic della torre di ghiaccio | 6 febbraio 2019       | Topolino 3298   |
| 3  | L'amuleto della discordia           | 13 febbraio 2019      | Topolino 3299   |
| 4  | Passaggio a bordo                   | 20 febbraio 2019      | Topolino 3300   |
| 5  | Un villoso imprevisto               | 27 febbraio 2019      | Topolino 3301   |

## Wizards of Mickey - Le leggende perdute (prequel)

### Il drago lucente(2796)
Nel regno del burbero e avaro Re Paperone, ossessionato dall'ordine e dallo splendore del suo tesoro, la tranquillità viene interrotta dall'arrivo di due eccentrici e discutibili maghi-mercanti: Filo Sganga e Brigitta McBridge. A bordo del loro carro magico - trainato da Ercolino, il loro criceto gigante dotato di poteri magici - i due maghi sperano di riuscire a vendere alcuni oggetti magici di dubbia utilità. Inizialmente il sovrano non vorrebbe farli entrare, ma cambia idea dopo aver visto il cartello di prova gratuita dei prodotti. Filo prova a stuzzicare la fantasia del re (che non ha nessuna intenzione di acquistare i loro scarsi prodotti) con la "pomata lucidella" che promette di rendere le  monete più splendenti del sole. Incuriosito (e attratto dall'idea di rendere il proprio tesoro ancora più brillante), Re Paperone permette che venga usato. La pomata sortisce però l'effetto opposto ammuffendo le monete. Il sovrano, irato, caccia via i due maghi e costringe Paperino a dover rimediare al danno provocato lucidando le monete una per una. Scappati in paese Filo e Brigitta attribuiscono la colpa della loro incompetenza come maghi ai due inutili Diamagic: uno del raffreddamento e l'altro dell'ilarità. Nel disperato tentativo di rimediare (e salvare il loro commercio) Brigitta ricorda una leggenda tramandata da suo trisnonno (un genio incompreso): il Drago Lucente, un drago d'oro massiccio che giace dormiente in un luogo misterioso. Brigitta possiede l'antica mappa magica, cimelio di famiglia, che rivela l'ubicazione del drago solo ai membri della famiglia McBridge. Per redimersi agli occhi di Re Paperone (e anche a causa della mancanza di mezzi per raggiungere il luogo), Filo e Brigitta propongono al sovrano di consegnargli il drago; in cambio Filo chiede un sacco di monete  e Brugitta una cenetta romantica con Paperone. Il sovrano accetta. Anche se non con i mezzi sperati, Filo e Brigitta intraprendono il loro lungo viaggio: dopo aver attraversato il "Lago senza fondo" e il deserto pluviale, raggiungono le "Paludi di Lava" dove è custodito il drago. Per superare la lava (di cui sono circondati) e raggiungere il drago d'oro, Brigitta decide di utilizzare il suo Diamagic del raffreddamento riuscendo cosi a superare il primo ostacolo. Il secondo ostacolo è rappresentato dai Draghi guardiani che provano ad avvertirli di non portare via la statua d'oro, ma vengono interrotti dal  Diamagic dell'ilarità di Filo. Tornati al castello con la statua d'oro, e dopo aver compreso che anche i loro Diamagic non sono inutili come pensavano, Filo ottiene il suo sacco di monete e lascia il castello. Paperone, che vuole sbarazzarsi al più presto di Brigitta, organizza una cena veloce e non molto romantica. Infatti, durante la cena il ricco papero è concentrato sull'intensa luce che emana il drago d'oro, dal quale improvvisamente fuoriesce un minaccioso drago che attacca il re, desideroso di appropriarsi dell'oro. Il drago viene però fermato dal trio di draghi del potentissimo Magma Fire (Zefren, Zaius e Zoron). I tre raccontano a Paperone la storia del drago d'oro. Originariamente il suo nome era Dragobert e faceva parte dell'armata di Calibor durante la guerra tra lui e Dredking. Dragobert, grazia agli esseri umani scoprì l'oro e la felicità che da esso deriva e ben presto ne divenne ossessionato. Così Ormen lo punì trasformandolo nell'oggetto della sua ossessione, collocandolo nella grotta magica e sperando che imparasse dai suoi errori. Finito il racconto i tre draghi vanno via, portando con loro Dragobert, e lasciando numerose macerie all'interno del castello del Re. Questi, infuriato, scatena la propria ira su Brigitta e Filo, colpevoli di aver scatenato tutto ciò.

### Il castello dell'oblio(2809)
Re Paperone decide di traslocare, visto che le numerose ricchezze accumulate hanno raggiunto la capienza massima dell'attuale castello in cui vive, e decide di mandare suo nipote Paperino all'agenzia immobiliare del suo amico Pico, un tipo piuttosto logorroico, per farsi aiutare a trovare la nuova dimora in cui trasferirsi con le sue ricchezze. Cosi tra i tanti lunghi discorsi Paperino, dopo aver raggiunto Pico, inizia assieme all'agente immobiliare un giro tra vari castelli in cerca della nuova dimora per suo zio senza trovarne una adatta anche a causa dello scarso tributo che Paperone è disposto a pagare. A causa di un'interferenza nella sfera catalogo di Pico Paperino nota una residenza, Caer Crystal, che costa proprio la cifra di cui Paperone è disposto a pagare ma Pico lo mette in guardia che quel castello sarà solo di chi riuscirà a restarci. Paperino non comprendendo però cosa voglia dire decide di farsi raccontare meglio la storia di quel castello da Pico. Caer Crystal era un antico maniero fatto da un magico cristallo costruito dalle Sirene per la loro principessa. Si narra anche che le sirene fossero creature solari, miti e bellissime e che le attuali Cascate di Durlan, formatesi poi dalle loro lacrime, sulle quali sorge il castello non esistessero ma un brutto giorno il castello fu loro sottratto dai Talporchi con la forza che si infiltrarono scavando gallerie fino al castello che fu messo a ferro e fuoco. Prima di andarsene la principessa stregò il castello richiamando qualcosa di oscuro dagli abissi, Oblivion, che non rivelò per niente un alleato anche se eliminò ogni talporco presente. La principessa ottenne vendetta me le sirene dovettero rinunciare alla loro bellezza. Da quel giorno ogni persona che tentò di abitare Caer Crystal scappò dopo due giorni. Di ritorno dal Re nonostante le spiegazioni Paperone decide lo stesso di trasferirsi a Caer Crystal immediatamente e così, dopo aver pagato Pico, che lo avvisa di stare attento all'eclissi imminente, Paperone inizia a godere della sua nuova dimora. La pace però dura poco poiché Unos, Secundos e Terzius decidono di attaccare la reggia ma l'attacco verrà facilmente respinto grazie alla magia fatta da Pico come protezione durante il giorno e ai cani da guardia per proteggere il castello la notte. I Bassotti decidono però di rinunciare momentaneamente per riprovare durante l'eclissi momento in cui il castello non avrà nessuna difesa. Quella notte Paperone avverte strani sibili che non gli fanno chiudere occhio e l'indomani manda Paperino nei sotterranei per cercarne la provenienza. Poco distante i Bassotti sono pronti a entrare in azione, sperando di cogliere di sorpresa il re mentre l'eclissi incomincia, utilizzando una vecchia galleria scavata dai Talporchi nei sotterranei. Nei sotterranei l'atmosfera si fa piuttosto agghiacciante e Paperino, dopo aver incontrato i Bassotti, scopre assieme a loro la provenienza di quei misteriosi versi. Una strana creatura, Oblivion, si presenta a loro pronta a stritolarli e a gettarli nell'oblio attraverso la sua musica. Paperino ricordando quanto letto sul bestiario di Gurbos sulla creatura decide di farsi seguire in superficie visto che Oblivion teme molto la luce del sole. Giunto fin dentro il castello, Oblivion scaglia il suo sguardo su Paperone stordendolo dopo un attacco magico di Paperino apparentemente fallito. Dopo aver stordito anche i Bassotti, Oblivion viene abbagliato dalla luce del sole, tornato a splendere dopo la fine dell'eclissi, per poi essere preso alla spalle da Paperone, che nel frattempo sembra essersi ripreso, che copre con un sacco la parte degli occhi del mostro in modo che non possa nuocere più a nessuno. Oblivion dopo aver assorbito moltissima energia solare diventa microscopico e i bassotti vengono legati in modo da non poter combinare altri guai. Paperino spiega allo zio di aver lanciato, poco dopo che il sovrano era stato inebetito, un incantesimo galvanizzante diretto a Paperone per risvegliarlo facendo credere al mostro di aver sbagliato mira. Paperone è cosi felice di poter rimanere nel nuovo castello, dove gli ospiti sembrano attratti però dall'acquario in cui Paperino ha messo Oblivion miniaturizzato.

### La trama dei tre(2810)
Paperino è alle prese con il trasloco da Caer Crystal, lamentandosi con lo zio che pretende un trasloco gratis, poiché Re Paperone lo trova troppo umido e ha deciso di trovarsi ancora una volta in una nuova dimora, ma anche altrove c'è qualcuno che si lamenta. I tre apprendisti di Garma, tre abili tessitori, sono intenti a litigare tra loro chiedendosi come siano finiti al servizio di quella strega megera che li maltratta sempre abusando di loro. Garma di ritorno dal salone del mobile manda i tre apprendisti a cercare pezzi pregiati per rinnovare l'arredamento della sua casa senza però spendere nulla. Cosi inizia il viaggio dei tre tessitori che giungono nelle vicinanze di Caer Crystal dove trovano il loro amico Paperino, che ha frequentato gli stessi loro corsi di stregoneria, intento nel trasloco e decidono di aiutarlo cercando nel frattempo fra la roba di Paperone qualcosa di adatto alla loro ricerca. Il trasloco si rivela più faticoso del previsto ma riescono a trovare tra la roba un vecchio cartone d'arazzo intessuto da Paperozzo D'Arras che ritengono di valore. Paperino non capendo nulla di arazzi glielo regala su loro richiesta e per ringraziarli dell'aiuto li invita a cena. Durante la cena i tre tessitori raccontano a Paperino che Garma li delizia soltanto con una sbobba orrenda di sua creazione e tra una chiacchierata e l'altra arriva l'ora di tornare a casa. Due dei fratelli sono convinti che l'arazzo preso è solo robaccia mentre il terzo spiega loro che si tratta di un disegno preliminare per realizzare un arazzo vero e proprio e che il suo creatore era un vero mago artigiano che provò a venderlo a un predecessore di Re Paperone convinto che utilizzando fili di Bachus Magicux l'arazzo avrebbe potuto prendere vita. Nella notte, dopo aver rinunciato alla sbobba di Garma visto l'abbondante cena fatta qualche ora prima, i tre si introducono nella serra dove sono custodite erbe di ogni tipo alla ricerca dei Bachus Magicux necessari per cercare di animare l'arazzo ma vengono interrotti da Paperino che rivuole indietro l'arazzo su richiesta di Paperone. I tre tessitori dicono a Paperino di dover prima verificare una teoria e di seguirli in soffitta dove iniziano a tessere l'arazzo fino all'alba. A lavoro concluso con l'uso di una magia riescono ad animarlo, ma il guerriero rimane all'interno dell'arazzo convinti che manchi ancora qualche passaggio decidono di tornare in soffitta dopo con più calma per non insospettire Garma visto che ormai è già mattino. Paperino è disposto a tutto per aiutare i suoi amici, i quali dopo aver fatto colazione con la solita sbobba si preoccupano per lui portandogliene un po' sopra in soffitta. Paperino però si accorge subito che dopo il pasto i tre fratelli son tornati a litigare e decide con loro di verificare il contenuto della zuppa scoprendo che contiene Zizzania e il modo in cui Garma li tiene in pugno. Garma però li scopre e dopo aver scoperto in soffitta l'arazzo nascosto, conoscendo i suoi segreti, lo libera con un incantesimo, ma il guerriero fuori controllo scappa via. Paperino e i tre maghi tessitori vedendo il guerriero dell'arazzo fuori controllo lo seguono fino al nuovo Castello di Paperone dove il guerriero provoca qualche danno ma grazie ai tre tessitori che lo riescono a legare con un filo magico e con l'incantesimo d'obbedienza il guerriero viene fermato. I tre tessitori ottengono cosi un formidabile guerriero al loro servizio e decidono di diventare una squadra di maghi prendendo il nome di Maghi dell'Arazzo mentre il povero Paperino è costretto a fuggire via di corsa inseguito da un Re Paperone infuriato per i danni provocati al Castello Deposito.

## Wizards of Mickey - Le origini

### Il grande torneo(2654)
Topolino è il giovane apprendista del potente e saggio mago Nereus. Un giorno il grande mago parte per un viaggio per approfondire alcuni studi e lascia il suo giovane discepolo a sorvegliare il diamagic del villaggio di Miceland. Proprio durante l'assenza di Nereus giunge un perfido mago rivale, Gambadilegno, che senza troppi problemi riesce a rubare il cristallo a Topolino. Il giovane apprendista è preoccupato per la reazione del maestro e parte all'inseguimento del ladro sino a giungere alla capitale del regno: Grandhaven. Qui vorrebbe sfidare a duello il suo avversario, ma un editto reale ha bandito ogni sfida magica durante tutto il periodo del Torneo dei Maghi, la più grande competizione di magia, che proprio in quei giorni verrà inaugurata in città. A Topolino, per ritornare in possesso del suo diamagic non resta che iscriversi al torneo, ma purtroppo non sono ammessi partecipanti singoli e le squadre devono essere obbligatoriamente composte da tre componenti. Nessuno vuole fare squadra con un giovane mago campagnolo come lui e Topolino, rifiutato da tutti, si è ormai rassegnato a tornarsene al suo villaggio, ma il destino ha deciso diversamente. Un fortuito doppio incontro lo fa incontrare coi suoi futuri maghi compagni di squadra: Paperino e Pippo. Così il neo formato trio magico si presenta agli altri partecipanti con il nome del gruppo: i Wizards of Mickey.

### La palude dei Dolmen(2655)
La squadra dei Wizards of Mickey composta da Topolino, Paperino e Pippo si è appena iscritta al Grande Torneo dei maghi e deve affrontare le selezioni che si svolgeranno nella palude fuori città. Intanto Nereus il maestro di Topolino è stato catturato dal drago Roknar e dagli Orchetti Faina che l'hanno condotto dal loro misterioso padrone: il Signore degli Inganni, il suo antico compagno di studi. Nereus però non si perde d'animo e nonostante la fuga sia impossibile, invia un messaggio al suo apprendista servendosi di un piccolo animaletto. Nel frattempo al torneo la squadra dei Black Phantom composta da Gambadilegno e i Bassotti è riuscita a superare senza problemi le selezioni. Lo stesso vale per il Team Magma Fire, costituito dai tre potenti draghi stregoni Zefren, Zaius e Zoron, che in rappresentanza della loro specie partecipano al torneo. I Wizards of Mickey non ancora del tutto esperti nelle arti magiche fanno fatica a superare la prima fase eliminatoria, ma alla fine anche loro vengono ammessi al turno successivo. Topolino, membro a tutti gli effetti della gara magica, sfida subito Gambadilegno a duello e riesce a velocemente a sconfiggerlo tornando in possesso del diamagic, che gli era stato sottratto. Vinta la sfida e raggiunto il suo obiettivo, Topolino non sente più il bisogno di continuare la competizione e assieme ai suoi nuovi amici decide di tornare al suo villaggio, per porgere le scuse al suo maestro.

### Il segreto della Grande Corona(2656)
Topolino, Paperino e Pippo stanno tornando al villaggio di Miceland, il paese di Topolino per riconsegnare a Nereus il diamagic che Gambadilegno aveva rubato. Mentre stanno facendo una sosta scaldandosi attorno al fuoco, Paperino racconta le sue disavventure. Un tempo viveva a corte presso suo zio Paperone, ma a causa del suo ennesimo pasticcio magico venne allontanato da palazzo finché non avrebbe guadagnato una somma sufficiente a pagare i suoi numerosi debiti. Fu proprio quel giorno che conobbe Fafnir un tenero e pasticcione cucciolo di drago, che era rimasto ferito da una tagliola da caccia. Da quel giorno i due furono inseparabili. Intanto il Signore degli Inganni è ossessionato dall'entrata sotterranea al Regno dei Draghi, gli antichi custodi di magie proibite che farebbero aumentare a dismisura il suo potere e assieme al suo drago Roknar, un esiliato traditore ha pensato di pedinare i draghi stregoni che partecipano al torneo per scoprire l'ingresso celato. Topolino, ha appena ricevuto il ciondolo inviatogli dal suo maestro Nereus tenuto prigioniero dal Signore degli Inganni e scopre che è un potente comunicatore, grazie al quale può mettersi in contatto con il suo insegnante e ne apprende la triste sorte. Nereus inoltre gli confida che un tempo lui e il Signore degli Inganni, il cui suo vero nome è Macchia Nera, erano gli apprendisti dello Stregone Supremo, ma il suo compagno accecato dalla brama di potere tentò di rubare la Grande Corona, grazie alla quale avrebbe potuto controllare ogni tipo di magia. Nereus cercò di bloccare il suo gesto avventato, ma Macchia Nera aveva ormai deciso di rinnegare il lato buono di sé e i due iniziarono a duellare e durante la lotta la corona cadde e si ruppe. Da essa originarono i diamagic che vennero spartiti tra i diversi maghi del regno. Adesso Nereus teme che Macchia Nera, cogliendo l'occasione del Grande Torneo, voglia tentare di conquistare tutti i diamagic per ricostruire la corona e proclamarsi Stregone Supremo. Dopo aver appreso queste notizie i Wizards of Mickey decidono di continuare a gareggiare e si preparano per la prossima sfida contro il Team Magma Fire dei tre draghi stregoni: Zefren, Zaius e Zoron. I draghi sono molto potenti e i tre amici riescono a stento a difendersi dai loro attacchi, ma a un tratto sono costretti a interrompere la sfida. I Black Phantom hanno infatti rapito il piccolo Fafnir convinto che conosca l'accesso al Regno dei Draghi e vogliono portarlo da Macchia Nera. Il Team Magma Fire pensa inizialmente che sia solo la fuga di tre codardi, ma poi comprendono che un cucciolo della loro specie è in pericolo e aiutano i Wizards of Mickey a liberarlo.

### Luna Diamante(2657)
I Wizards of Mickey sono seduti in tribuna al loro nuovo amico Zefren, il drago rosso del Team Magma Fire e stanno assistendo alla sfida della squadra Luna Diamante composta da Minni, Paperina e Clarabella, contro degli altri maghi. Zefren svela a Topolino il segreto per battere la strategia di Minni convinto che prima o poi potrebbe tornargli utile. Quella sera alla locanda Fafnir e Kiki, la gatta di Paperina combinano numerosi disastri, perciò per ripagare i danni tutti e sei i maghi si ritrovano in cucina a lavare montagne di piatti e tra loro nasce una genuina amicizia. Mentre stanno lavorando Topolino si confida con Minni e le spiega che intende vincere ai Maghi dell'arazzo il cristallo della pietra per poter liberare Nereus, il suo maestro imprigionato dal malvagio Signore degli Inganni. L'indomani i Wizards of Mickey sconfiggono senza troppe difficoltà i loro avversari conquistando il diamagic, ma appena ne entrano in possesso vengono subito sfidati da Minni e la sua squadra: la sfida viene stabilita per il giorno successivo. Topolino è profondamente sconsolato e si sente tradito, perché dopotutto aveva confidato a Minni che quel diamante era molto importante per lui. Tuttavia mentre sta per andare a dormire tutto amareggiato, giunge Clarabella che rivela che Minni è una principessa e si è iscritta perché il Signore degli Inganni ha scagliato un potente incantesimo sul suo regno trasformando tutti gli abitanti in pietra. Ella spera di conquistare abbastanza diamagic per sciogliere l'incantesimo. Così al momento della sfida, Topolino, capendo quanto sia importante il cristallo per Minni, fa apposta un errore grossolano e regala la vittoria alla squadra Luna Diamante, davanti a un allibito Zefren, che non riesce a spiegarsi come il senza-scaglia abbia potuto perdere nonostante i suoi suggerimenti.

### Il pozzo dei draghi(2658)
Topolino e la sua squadra vincono un altro duello magico e il bordone magico del protagonista, dopo aver assorbito un altro diamagic cambia di forma. Topolino non è più un apprendista, ma è diventato un mago di primo livello. I tre amici si mettono in viaggio per raggiungere la nuova tappa del torneo. Mentre stanno attraversando un deserto infuocato, giungono a un'oasi, che però è stata occupata dai Black Phantom la squadra di Gambadilegno e dei Bassotti. Quella sera i tre amici, insospettiti dalla prepotenza dei loro avversari decidono di indagare e raggiungono l'oasi, dove -con loro enorme sorpresa- si apre un baratro senza fondo. I Wizards of Mickey si calano nell'oscurità, dove odono delle voci. Nereus ha convinto Macchia Nera, alias il Signore degli Inganni, che quello è un accesso segreto al Regno dei Draghi. Il tiranno, che da tempo stava cercando di penetrare nel mondo sotterraneo per impadronirsi dei più grandi segreti magici, ha condotto con sé l'intero suo esercito di Orchetti Faina e il suo drago Roknar. Tuttavia Nereus ha condotto il suo ex-compagno di studi a una trappola. Quella non è un accesso, ma una prigione dove i draghi confinarono un golem del gelo. Così quando Macchia Nera apre finalmente la massiccia porta, Nereus ne approfitta per spingerlo oltre la soglia e precipitare avvinghiato a lui nel buio. Topolino non può che assistere impotente alla scomparsa del suo maestro.

### Streghe a palazzo(2659)
Topolino, Paperino e Pippo raggiungono la successiva tappa del Grande Torneo dei maghi, dove fanno la conoscenza del Team Sventura la squadra di streghe composta dall'ignobile megera Garma, la malvagia Amelia e l'avvenente Neraja. Le tre si divertono alle spalle dei Wizards of Mickey, per poi recarsi all'accettazione del torneo. I tre maghi, dopo essere stati derisi dal Team Sventura incontrano le tre maghe della squadra Luna Diamante e subito ritrovano il sorriso. Minni però è molto abbattuta infatti non è riuscita a scogliere l'incantesimo che il Signore degli Inganni aveva scagliato contro il suo popolo. Vuole continuare a partecipare al torneo nella speranza di vincere nuovi diamagic e diventare potente abbastanza da scogliere la magia che pietrifica il suo regno. Quello di domani non sarà un classico incontro tra due squadre avversarie, ma sarà una sfida tutti contro tutti in cui scenderanno in campo solo i capitani delle varie squadre. Mentre tutti stanno per andare a dormire in vista della sfida del giorno successivo, Paperino e Fafnir ascoltano la conversazione privata del giudice di gara con un drago. Essi hanno intenzione di rubare tutti i diamagic dei capitani. Paperino informa subito i suoi compagni e i membri delle altre squadre. Così il giorno successivo, quando il giudice grazie ai suoi straordinari poteri e all'aiuto del suo drago, cerca di rubare i poteri agli sfidanti, non trova altro che bordoni vuoti e inutilizzati. Tutti i capitani infatti avevano assegnato i loro diamagic ai loro compagni, che accerchiano il giudice coi loro bordoni. Egli però non è tipo da arrendersi facilmente e scappa a cavallo del suo drago. Topolino è convinto che fosse Macchia Nera travestito assieme a Roknar, il suo fedele drago, ma non riesce a spiegarsi come sia riuscito a scappare dalla prigione in cui era caduto assieme a Nereus.

### Il Drago di Ferro(2660)
I Wizards of Mickey riescono a sconfiggere con un'ottima strategia il Team Giant Size e a ottenere un altro prezioso Diamagic mentre tra gli spalti il Team Magma Fire osserva affermando che potrebbero fare al caso loro per un piccolo aiuto. Durante la notte, il loro sonno, viene disturbato dal saggio drago Ormen che gli appare in sogno che li avvisa che ha bisogno di loro e che Zefren, Zaius e Zoron stanno venendo a prenderli per condurli da lui. Dopo essere stati fatti accomodare dentro una scomoda gabbietta giungono a destinazione. Ormen spiega quindi ai Wizards of Mickey che gli serve un aiuto per recuperare un uovo di drago rubato dal Team Robot Black Warlock e che il mancato recupero entro tre giorni avrebbe fatto scatenare una guerra tra draghi e umani. Topolino, Paperino e Pippo accettano e partono subito al recupero dell'uovo rubato sul nuovo Drago Meccanico appena inventato da Pippo, per evitare di viaggiare di nuovo nella scomoda gabbietta. Arrivati al castello volante scoprono che i Robot Warlock fabbricano creature di ferro da usare come armi e che pigliano spunto da strani animali, che catturano, per i loro incroci. Decidono quindi di liberarli e sfruttare il caos generato per attaccare a sorpresa i Robot Warlock che decidono di contrattaccare fondendosi. I tre però, come intuito da Topolino, non vanno molto d'accordo e vengono sconfitti facilmente grazie a un'abile strategia che consisteva proprio nel farli litigare e fargli annullare la fusione. Ritornati sul Drago Meccanico fanno ritorno da Ormen con l'uovo e gli animali salvati. Il Drago dice che questo gesto appena compiuto aiuterà le due razze, draghi e umani, a fidarsi tra loro ancora di più. Inoltre da un prezioso consiglio a Pippo che le invenzioni non servono solo ad azioni malvagie come pensa lui ma dipende l'uso che se ne fa.

### Gli scaccia mostri(2661)
I Black Phantom vanno girando per i villaggi, ingannando i poveri abitanti, improvvisandosi cacciatori di mostri creati in realtà da loro stessi per incassare preziose ricompense. Durante il viaggio Topolino ricorda come sin da piccolo amava a giocare a essere un mago e cacciare le talpe con il suo amico Pluto, e anche Paperino aveva sempre adorato essere un mago ma per cercare di moltiplicare le paghette dategli da suo zio. Arrivati al Castello di Blackburg, dove si trova un presunto mostro, vengono subito scambiati per gli scaccia mostri ma vengono subito fermati dai Black Phantom che prendono i soldi e l'incarico. La sera i Wizard of Mickey devono sfidare, di nuovo, i Maghi dell'arazzo ma vengono interrotti dal presunto mostro che sbuca all'improvviso. Dopo una brevissima riflessione Topolino capisce che si tratta di Pluto il suo migliore amico trasformato in cane mannaro dalla pozione bevuta da cucciolo e si ricongiunge con lui. I Black Phantom fingono di aver catturato il mostro per intascare l'altra parte della ricompensa, ma i Wizards of Mickey rivela l'imbroglio facendo trasformare Pluto davanti a tutti e costringendo a scatenare l'ira degli abitanti del villaggio verso Gambadilegno e i Bassotti. I Wizards of Mickey riprendono quindi la sfida contro i Maghi dell'arazzo riuscendo a vincere intrappolando il guerriero dell'arazzo in una bolla magica in modo da bloccarlo.

### Il ritorno di Macchia Nera(2662)
I Wizards of Mickey e tutti gli altri team partecipanti al torneo si radunano al Castello delle Mille Stanze per riposarsi e prendere parte alla festa organizzata da Paperina. Anche i Black Phantom sono alla festa dopo essere evasi di prigione grazie all'aiuto del drago Roknar. Nella notte i Black Phantom, introdottosi furtivamente nelle varie stanze, grattano via piccoli pezzi dei vari bastoni magici dei partecipanti al torneo mentre una navicella volante guidata dal Signore degli Inganni, insieme al suo esercito, si avvicina furtivamente al castello. L'indomani Topolino riceve, al suo risveglio, come dono da parte del venerabile drago Ormen cinque Diamagic consegnatogli dai i tre draghi del Team Magma Fire come segno per l'amicizia dimostrata verso il loro popolo. Topolino sale cosi a mago di sesto livello ma si accorge subito che dal suo e dagli altri bastoni mancano dei pezzetti. Guardando dalla finestra si accorgono della nave volante con a bordo Il Signore degli Inganni e il suo esercito. Topolino e Minni salgono allora a bordo della nave per fermarli, qui Macchia Nera rivela che è fuggito dalla dimensione in cui era prigioniero approfittando di un attimo in cui il Maestro Nereus era intrappolato nel ghiaccio. Camminando per giorni nella tormenta, trovò il rifugio del primo Stregone Supremo nel quale era custodita, tra le sue antiche carte, la mappa per scappare da quel luogo e un incantesimo per esaudire un desiderio che però richiede il potere combinato di tutti i bastoni. Macchia Nera svela che quell'incantesimo lo avrebbe condotto al regno dei draghi ma Topolino con colpo d'astuzia gli fa pronunciare la formula sbagliata facendolo trasportare dove è custodita non la tana dei draghi ma la saggezza dei draghi. Il Signore degli Inganni si ritrova davanti al venerabile Ormen che lo scaccia via senza troppe difficoltà.

### Lo Stregone Supremo(2663)
Sorvolando il mare a bordo del loro drago di ferro i Wizards of Mickey ricevono una visita da Turbo, un inviato del torneo, che gli consegna l'ultima mappa dove si dovranno dirigere per completare il torneo e viene investito dal flash della macchina fotografica di Pippo alle prese con un nuovo mestiere. Giunti a destinazione notano che parecchi maghi si stanno combattendo tra loro in maniera molto aggressiva e decidono quindi di atterrare un po' più avanti. Con il suo infallibile fiuto Pluto scova un esercito di Orchetti Faina che se la danno a gambe levate dopo la sua trasformazione in cane mannaro. Anche i Black Phantom sono lì sul posto e fanno di tutto per provocare Topolino e i suoi amici per farlo combattere. Arrivato sul luogo anche Turbo veniamo a sapere che era stato da loro catturato e che a sua volta lanciava, involontariamente, contro gli altri maghi l'incantesimo dell'aggressività, ma che grazie al flash di Pippo è tornato in sé. Dopo avere sconfitto i Black Phantom, Roknar si lancia all'attacco che dopo un piccolo tentativo, andato a vuoto, di Fafnir di fermarlo affronta il Drago di Ferro guidato da Pippo che con grande astuzia riesce a sconfiggerlo e cacciarlo via. Il perfido Signore degli Inganni ruba tutti i diamagic ai poveri concorrenti esausti per tentare di riformare la Corona Suprema e nel mentre Topolino, con una strategia per sconfiggerlo già pronta, si fa lanciare un incantesimo riflettente sul suo bastone da Paperino. Topolino sfida Macchia Nera, ma gli serve ancora del tempo per far funzionare al meglio la sua strategia, e in suo aiuto arriva il Maestro Nereus che spiega che dopo essersi trasformato in un granello di polvere guidato dal vento riuscì a raggiungere il Signore degli Inganni e posarsi sul suo amuleto e scappare con lui senza che esse lo sapesse. Macchia Nera lancia un incantesimo per assorbire i diamagic di Topolino, ma l'incantesimo riflettente si attiva trasferendo tutti i diamagic nel bastone di Topolino e sconfiggendo Macchia Nera. Topolino forma e indossa la Grande Corona diventando cosi lo stregone supremo con la raccomandazione di Nereus di usare questo potere sempre con saggezza.

## Wizards of Mickey II - L'età oscura

### Il torneo dello Stregone Nero(2680)
Era il tempo delle leggende, dei maghi e degli eroi dove lo Stregone Supremo dominava le arti magiche grazie all'aiuto della grande corona finché il suo allievo malvagio di nome Macchia Nera cercò di rubarla ma fu fermato da un altro allievo il Maestro Nereus. Durante la lotta la corona cadde e si frantumò in mille pezzi creando moltissimi frammenti magici che si sparsero in tutto il mondo e che vennero raccolti da moltissimi maghi. Da quel giorno gli stregoni iniziarono a sfidarsi mettendo in palio i loro frammenti, detti Diamagic, finché i Wizards of Mickey con coraggio e astuzia sconfissero tutti i loro avversari compresi i malvagi Black Phantom capitanati proprio da Macchia Nera. Topolino ottenne quindi la grande corona e venne proclamato Stregone Supremo. Prima di andare via con il saggio Ormen per cercare antichi reperti dell'antica guerra del fuoco, Nereus raccomanda a Topolino di ascoltare sempre gli amici e fidarsi del suo cuore per regnare con saggezza. Le giornate di Topolino si susseguono con numerosi impegni tra diatribe magiche da giudicare, editti da firmare, aiutare gli amici, contadini da aiutare e soprattutto tenere a bada i nemici. Tutto sembra andare per il meglio ma arrivati alla sera Topolino avverte una profonda stanchezza, finché una notte appare un misterioso uomo nell'ombra, presentandosi come il Guardiano-Ombra della Grande Corona. L'uomo ombra dice a Topolino che sta sprecando troppo il potere che gli è stato concesso grazie alla grande corona e che forse la gente inizia ad approfittarsi di lui, amici compresi. Nello stesso istante Paperino e Pippo chiedono l'aiuto di Topolino per guarire Fafnir affetto da febbre gravissima e cosi si teletrasportano nella foresta degli insetti per raccogliere del miele miracoloso per creare la medicina che farà subito effetto. La sera Topolino è contento di aver aiutato i suoi amici, ma è esausto e chiede consiglio sul da farsi all'uomo ombra. Quella stessa notte Ugrun e gli Orchetti Faina catturano Minni su ordine dell'uomo ombra è sempre secondo il loro piano lasciano libera Clarabella in modo che possa andare ad avvertire Topolino. Topolino si precipita subito a salvare Minni e sconfigge senza troppe difficoltà Ugrun e il suo esercito ma Minni, volendo un terreno fertile dove far rifiorire i raccolti, gli chiede ulteriore aiuto. A questo punto Topolino esausto delle numerose richieste di aiuto, decide di mettere in atto i consigli dell'uomo ombra, e dice a Minni che esaudirà il suo desiderio solo se vincerà il suo torneo e indice una sfida tra tutti i maghi che si svolgerà nell'arena dei desideri, dove l'eroe cede al lato oscuro della magia e si trasforma nel malvagio Stregone Nero. Al grande torneo a eliminazione diretta potrà partecipare qualunque mago e in palio riceveranno la possibilità di esprimere un desiderio. Nella stanza della Grande Corona intanto l'uomo ombra rivela il suo piano e di avere instillato dubbi a Topolino che è convinto di fare del bene e aver manovrato Minni, Ugrun e gli Orchetti Faina in modo che il torneo abbia avuto luogo e permettere ai Black Phantom di vincere e far diventare lui, Macchia Nera, il dominatore assoluto del mondo.

### Il grande tradimento(2681)
Non tutti i maghi si lamentano del nuovo torneo inaugurato da Topolino con lo scopo di esaudire un desiderio al vincitore, i Black Phantom sono prontissimi a gareggiare in questo nuovo torneo ma Topolino conoscendo i loro sporchi trucchi vieta loro di usare il mantello dell'invisibilità non sapendo però che nascondono un nuovo turbante invisibile. Il torneo ha dunque inizio e nel primo incontro vede la prima vittoria del team Luna Diamante che batte gli Speed Racer Team senza troppe difficoltà. Andandosi a congratulare per la vittoria, Topolino viene respinto bruscamente da Minni che è molto delusa con lui per non averla aiutata a debellare la carestia nel suo regno. Nella notte Topolino ha come l'impressione di non aver fatto la scelta giusta dicendo all'uomo ombra che forse avrebbe dovuto continuare a usare la corona per aiutare gli amici e che in questo modo rischia di perdere le persone a cui tiene, ma l'uomo ombra cerca di convincerlo che sta facendo la cosa giusta e che se fossero veri amici capirebbero e che sono solamente invidiosi perché vorrebbero quel potere tutto per sé. Continuando a vedere Topolino sempre più dubbioso decide di passare alla fase due del piano. La notte seguente Paperino e Paperina discutono per i loro animaletti domestici poiché secondo Paperina la sua gatta Kiki e scappata spaventata dalle fiamme di Fafnir mentre per Paperino e il suo draghetto che deve sempre fuggire dagli artigli della gatta. Paperino va quindi a cercare su ordine di Paperina la gatta, che invece stava inseguendo uno strano topo nero sospetto, e la trova ma con lei vede anche lo strano uomo ombra vicino alla corona e spaventato corre ad avvisare Pippo e gli altri amici. Tutto procede secondo i piani di Macchia Nera. Credendo che Topolino sia caduto sotto il controllo mentale della creatura indossando la corona Paperino, Pippo e il Team Luna Diamante decidono di rubarla. Mentre Topolino è impegnato ad arbitrare lo scontro tra i Luna Diamante e il Team Sventura e Pippo e Paperino rubano la grande corona Macchia Nera manda all'attacco Roknar per provocare un po' di panico durante l'incontro. Topolino non potendo ricorrere in quel momento all'aiuto della grande corona chiede a tutti i maghi di lanciare uno scudo riflettente per respingere gli attacchi del drago che fila via subito dopo. Subito dopo Topolino con l'aiuto del fedele Pluto si lancia alla ricerca della corona scomparsa seguendo il fiuto del suo cane che lo conduce dai suoi amici che tentando di spiegargli che dentro alla grande corona vive un mostro provocano solo le ire dell'amico che li spedisce in esilio nelle isole del Gayser delle Nebbie per aver messo in pericolo il regno. Durante il torneo i Black Phantom vincono contro gli Yum Yum Cook e si piazzano in vetta alla classifica e Macchia Nera ricorda a Gambadilegno che nessuno deve scoprire la sua vera identità in modo che alla fine del torneo possa diventare, grazie al desiderio espresso, dominatore assoluto del mondo. Minni, Paperina e Clarabella preoccupate per la sorte toccata a Paperino e Pippo decidono di organizzare una rivolta ma non bastando i loro poteri si faranno aiutare da altri alleati potenti. Minni continuerà il torneo, Paperina andrà a rintracciare i potenti draghi del Team Magma Fire, mentre Clarabella si recherà nelle Nebbie del Gayser per salvare Paperino e Pippo in modo da poter porre fine al regno tirannico di Topolino.

### Il giorno senza sole(2682)
Paperina, Fafnir e Kiki sono a bordo del Drago di Ferro e stanno sorvolando la Piana di Magma in cerca dei draghi del Team magma Fire ma scambia i Pipistrellorchi per i draghi. Clarabella insieme a Pegaso è invece alla ricerca di Paperino e Pippo esiliati nelle terre del Gayser delle Nebbie e prevede, grazie alla sua magica sfera, che quell'isola verrà distrutta da un'eruzione vulcanica e quindi rimane poco tempo per salvare i suoi amici prima che finiscano arrosto. Arrivata al fiume si fa scortare da un misterioso individuo che la mette in guardia di non sostare troppo vicino al canneto poiché lì vive una terribile creatura di paglia vivente animata dalla magia che fu creata per spaventare corvi ma Pegaso sembra non fidarsi. Minni vince l'ultima battaglia del torneo, prima della finale contro i Black Phantom, usando due statue di argilla senza farsene accorgere poiché i team partecipanti al torneo devono essere composti esclusivamente da tre maghi. Secondo Macchia Nera tutto procede come da lui prestabilito e se il team dei Black Phantom vinceranno il torneo lui potrà diventare dominatore del mondo e far razziare e saccheggiare in libertà i suoi alleati inoltre rassicura ancora una volta Topolino di star facendo la scelta giusta che è preoccupato nel caso in cui Minni perdesse l'incontro. Intanto i Pipistrelli-Orchi stanno attaccando Paperina strappando un'ala del drago di ferro ma Zefren, Zaius e Zoron intervengono in sua difesa e li scacciano via e, dopo aver sentito la spiegazione di Paperina che invoca il loro aiuto per fermare il regno tirannico di Topolino, decidono di seguirla. Sulla barca che sta per condurre Clarabella da Paperino e Pippo il barcaiolo, infastidito da Pegaso, si rivela nella sua vera forma: lo Spaventapasseri Vivente ma Clarabella senza troppe difficoltà lo sconfigge facilmente grazie alla sua magia e una volta arrivata sull'altra sponda del fiume porta in salvo i suoi amici. Cosi mentre la ribellione sta per avere inizio, le ombre della sera calano sul castello. Topolino tenta di spiegare a Minni che ha responsabilità più grosse che soddisfare ogni singola richiesta e che la sua magia è meglio conservarla per proteggere la gente dai pericoli, ma secondo Minni l'unico pericolo è che la gente si faccia male partecipando a quello stupido torneo da lui indotto e seguendo la sua esperienza della dolce principessa se anche il più umile dei sudditi è contento tutto il regno è felice. Un'ora più tardi ha inizio la finale del torneo che viene subito interrotta dall'arrivo di Paperino, Pippo, Clarabella, Paperina e i draghi del Team Magma Fire pronti a porre fine al regno tirannico di Topolino. Topolino capisce che tutto ciò è stato organizzato da Minni e non ha altra soluzione che rispondere agli attacchi dei tre Draghi che si preparano a usare l'attacco della picchiata stratosferica. Zefren usa delle raffiche di fiamme per distrarre Topolino mentre Zoron lo afferra alle spalle per farlo schiantare a terra da un'altezza molto elevata, ma Topolino preoccupato dallo schianto che potrebbe fare gli rivolta l'attacco contro pietrificandoli consumando però tutta la sua magia. Interviene quindi Zaius rimasto nelle retroguardia che tenta di finirlo con la fiamma catatonica, ma Minni, che voleva solo distruggere la corona e non togliere la vita a Topolino, gli si para contro subendo l'attacco al posto di Topolino e finisce a terra addormentata. Topolino accortosi di aver commesso già troppi errori pone fine al suo regno, ma Gambadilegno ricorda che siccome il suo avversario non è in grado di combattere ha vinto lui l'incontro e la possibilità di esaudire il desiderio che farà esaudire però al suo capo Macchia Nera, rivelando quindi l'identità dell'uomo ombra. Topolino non si spiega come possa essersi trasformato in ombra visto che un tempo aveva un corpo solido, ma come spiega Macchia Nera quando Topolino esaudì il desiderio di svanire tra le ombre la grande corona lo prese proprio alla lettera. Macchia Nera esprime quindi il suo desiderio, ma non quello di dominare il mondo come aveva fatto capire, ma quello di avere un corpo solido allo spuntare dalla luce del sole di quello stesso giorno e Topolino lo accontenta, ma il desiderio non ha effetto poiché il sole oggi non spunterà a causa dell'eclissi. Topolino rompe quindi la grande corona che fa disperdere di nuovo tutti i Diamagic, Zaius spiega che c'è solo un modo per salvare la povera Minni che è caduta in un lungo sonno che solo l'acqua della Fonte di Oberon può spezzare. Sull'isola del Gayser la predizione di Clarabella sta per avverarsi e un Drago minaccioso viene fuori dall'isola dopo l'esplosione.

### La furia dei draghi(2683)
Nella Piana di Magma, il Maestro Nereus e il saggio drago Ormen sono impegnati nella ricerca di reperti della prima era dei draghi ma vengono interrotti dal malvagio Dredking e dalla sua moglie Lady Saurya. Dredking chiede chi è quel drago che protegge un senza scaglie anziché divorarlo e afferma che il generale Hypnor lo aveva avvisato che in questa era i draghi si erano rammolliti. Nereus rivela con stupore che quelli sono Draghi Antichi e che scomparvero molto tempo fa. Ormen però nota subito che nell'armatura di Dredking è incastonato il Diamagic del magma e che potrebbe essere stato quello a risvegliarli. Ormen cercando di guadagnare del tempo prezioso per permettere a Nereus di fuggire per mettere tutti in allarme del pericolo in arrivo ingaggia uno scontro con Dredking, intenzionato a dominare il mondo. Nel frattempo i Wizards of Mickey, che hanno intrapreso una nuova missione per risvegliare Minni dal lungo sonno in cui è caduta, stanno sorvolando il versante orientale del Monte Invalicabile. Durante il viaggio i Draghi iniziano a sembrare sofferenti ma si tratta solo di un messaggio telepatico ricevuto da Ormen il saggio che chiede aiuto ma durante la ricezione il messaggio viene interrotto di colpo. Zefren e Zoron preoccupati decidono di andare in suo soccorso mentre Zaius, che si sente in colpa per aver colpito Minni col soffio catatonico, accompagna Topolino, Paperino e Pippo nel loro viaggio verso la fonte di Oberon. I Wizards of Mickey e Zaius atterrano per far rifornimento e rifocillarsi alla Roccaforte di Caer Fist ma durante la notte vengono attaccati da Hypnor, uno dei potenti Draghi Antichi risvegliati, con il suo assordante ruggito. Cosi dopo aver imbottito tutti gli elmetti con del fieno per insonorizzarli e sfuggire al terrificante urlo del possente drago si rifugiano all'interno della roccaforte lasciando Zaius a occuparsi del drago malvagio. Gli abitanti della roccaforte svelano a Topolino di un'antica leggenda secondo la quale Re Gameras conoscesse benissimo quei cunicoli che erano come dei labirinti e che ci nascose perfino un tesoro. Si addentrano quindi nei cunicoli sperando che quella leggenda sia vera orientandosi seguendo la direzione opposta in cui va la fiamma di Fafnir, poiché l'aria che viene verso l'esterno genera una corrente d'aria fresca che piega leggermente la fiamma del draghetto. Seguendo il percorso giungono a una stanza dove è tenuto il tesoro nascosto da Re Gameras e tra i tesori trovano un guantone con un diapason. Topolino capisce subito come Re Gameras sconfisse il terribile generale Hypnor con l'uso di una sola mano, poiché il guanto del re emette un'onda sonora opposta all'urlo del drago che fa annullare i due suoni reciprocamente, e portano l'arma con loro. Raggiunta l'uscita Zaius distrae Hypnor per permettere a Topolino di avvicinarsi e neutralizzarle l'urlo con il guanto e sconfiggere il generale Hypnor. Il Maestro Nereus chiama Topolino con l'amuletofonino per avvisarlo che gli antichi draghi sono stati risvegliati ma non se ne spiega il motivo poiché la grande corona e ricomposta ma Topolino gli dice di averla distrutta. Prima di congedarsi Nereus gli dice che per poterli annientare va ricomposta la grande armatura composta da cinque pezzi e una volta ricomposta farla indossare a un valoroso campione che possa ricacciare i draghi antichi di nuovo nell'oscurità.

### Il labirinto delle cascate(2684)
Dopo aver recuperato il primo dei cinque pezzi della grande armatura, Zaius guida i Wizards of Mickey fino alle Cascate di Durlan per recuperare gli stivali di Gertus chiusi in un labirinto dove si dice che solo ai puri di cuori è concesso l'accesso ma Gyko li sta osservando pronto ad andare a riferire tutto al suo perfido capo Dredking. Durante la notte giunge sul luogo anche Turbo il messaggero per recapitare un messaggio da parte di Zio Paperone per Paperino con un'ingiunzione di sfratto per non aver pagato i suoi debiti, Pippo allora per consolarlo gli regala un bel maglione appena fatto grazie alla sua nuova attività lavorativa per riscaldarsi dal freddo. Intanto nella Piana di Magma Dredking decide di mandare Pyranar, l'unico drago in grado di nuotare senza perdere la possibilità di sputare fuoco, a eliminare i Wizards of Mickey dopo aver sentito le notizie portate da Gyko una volta tornato dalle cascate. Zaius racconta a Topolino e compagni della leggenda secondo cui le cascate furono create dalle lacrime di una sirena che aveva perduto il suo innamorato e subito dopo si congeda dal gruppo per andare a riunirsi ai suoi fratelli e recuperare tutti i maghi più potenti in vista della battaglia. Dopo una parte del viaggio in cui sembra andare tutto tranquillo i Wizards of Mickey e Pyranar, che li segue di nascosto, vengono risucchiati da un vortice dal quale riescono a uscirne proprio grazie all'aria che genera e all'uso del diamagic del vento. Cosi dopo aver trasformato il Drago di ferro in modalità sommergibile riescono ad arrivare finalmente, dopo un lungo viaggio, nello scoglio delle sirene dove ad attenderli c'è un ricco tesoro che mette subito a dura prova la tentazione di Paperino di prenderne un po' per sé per pagare i suoi debiti verso suo zio. Topolino ricorda che sono lì solo per gli Stivali di Gertus e le Sirene gli dicono che può prenderli e quindi potrà uscire dal labirinto, ma non con tutti i suoi amici. Infatti Fafnir ha rubato un diamante ma spiegandosi fa capire a Pippo che non era per lui ma per il suo amico Paperino per permettergli di pagare i debiti. Il discorso viene interrotto da Pyranar che parte all'attacco con il suo soffio infuocato, ma Topolino ha subito un'idea su come sconfiggerlo vedendo i suoi piedi immersi in acqua. Topolino decide di sfregare gli stivali appena trovati sul maglione fatto da Pippo e che aveva donato a Paperino e toccarlo con il guanto, visto che il drago è in acqua ed essa è conduttrice di elettricità, e lo sconfigge. Le sirene ringraziano Topolino per averle aiutate lasciando andare via anche Fafnir avendo capito che comunque era in buona fede e si congedano coi tre maghi. Due dei pezzi dell'armatura ora sono in mano loro è il mondo ha una speranza in più di salvarsi, Paperino non ha più una casa a cui fare ritorno, ma Pippo lo consola dicendogli che però è ricco di amici e che ha i suoi poteri magici.

### Le chiavi stregate(2685)
Dopo aver recuperato i primi tre pezzi necessari a comporre la grande armatura i Wizards of Mickey si recano nella Foresta degli alberi morti per cercare lo scudo di Gideon. Durante il lungo cammino per cercare l'ingresso al labirinto, nel quale è custodito lo scudo, Pippo intervista i suoi compagni di squadra poiché ha deciso di intraprendere la carriera giornalistica. Il viaggio alla ricerca dell'entrata del labirinto non passa certo inosservato visto che il passaparola delle cornacchie giunge fino a Gennarino, il corvo di Amelia, la fattucchiera del Team Sventura che avvisa subito la malvagia Garma dell'avvistamento fatto dai corvi. Garma ordina ad Amelia di condurli fin da loro ma di non mandare Gennarino poiché a detta sua quel corvaccio si limiterebbe solo a farsi inseguire mentre lei li vuole condurre, come da abitudine delle streghe, tormentandoli un po. Neraja decide allora di mandare il suo lupo Fenris a intercettarli. Intanto nella Piana di Magma altri tramano contro i Wizards of Mickey. Il piccolo drago geko Gyko consegna a lord Dredking una mappa che contiene l'ubicazione di tutti i componenti necessari a comporre la grande armatura in modo da poter intercettare più facilmente gli spostamenti dei Wizards of Mickey. Dredking manda quindi il Generale Sandor a fermarli. Nella foresta degli alberi morti Fafnir, allontanatosi un attimo, viene colto di sorpresa da Fenris che lo afferra. Paperino e i suoi amici pronti a salvare il cucciolo di drago si lanciano quindi all'inseguimento del lupo fino a raggiungere la dimora delle tre streghe del Team Sventura. Giunti alla dimora del Team Sventura Garma spiega ai Wizards of Mickey il motivo per cui li ha condotti fin da loro dicendo che per aprire le porte magiche che conducono allo scudo di Gideon che loro cercano sono necessarie le tre chiavi di cui lei e in possesso ma per ottenerle dovrà avere qualcosa in cambio da loro. Per prima cosa Garma chiede a Topolino tre Diamagic del suo bordone magico e lui accetta arretrando di un livello nell'ordine dei maghi, mentre per gli altri due favori ci penserà strada facendo. Durante il tragitto Garma cerca di dare una lezione ad Amelia e Neraja su come si tormenta il prossimo prendendo ad esempio quanto ha appena fatto coi Wizards of Mickey visto che se anche li detestano ora a causa delle chiavi che lei possiede devono esaudire le loro richieste. Entrati nel labirinto il primo ostacolo si presenta, il salice cullante le cui melodie fanno cadere in letargo ma che viene superato grazie a un'idea di Paperino di far cantare lo stonatissimo Fafnir che a loro insaputa disturba anche il Generale Sandor che si stava per preparare per un attacco. Nella notte Amelia racconta a Pippo che in realtà un tempo Fenris il lupo era il fidanzato di Neraja e i due avevano deciso di sposarsi, ma Fenris voleva prima finire la magia proibita che lo avrebbe reso più forte dello Stregone Supremo. Chiese aiuto a Neraja per l'esperimento ma qualcosa andò storto e si trasformò in un lupo e furono cacciati entrambi dall'accademia. Da allora Neraja e alla ricerca di un modo per ritrasformare il suo amato in forma umana non essendosi mai perdonata per averlo aiutato quella volta e che forse tutto questo non sarebbe mai successo. Finito il racconto di cui Neraja non sembra aver gradito che Amelia avesse raccontato i fatti suoi, e ora di dirigersi verso la seconda porta ma prima Garma come secondo favore chiede a Topolino di ripulire i suoi calderoni magici ma questo compito viene accettato da Paperino. Entrati nella Sala delle Mangrovie Stritolanti vengono attaccati da Sandor che viene fermato da Garma che dopo averlo avvolto con un incantesimo tra i rovi fa sì che le radici che lo avvolgono possano estrarre acqua dal terreno per trasformarlo in fango mentre topolino col diamagic del calore lo solidifica. Garma messa alle strette da Topolino, che sostiene visto che la sua magia per controllare le piante non ha funzionato mentre quello della strega si, afferma che il labirinto e stato creato proprio da lei. Garma un tempo era molto diversa da ora, la sua bellezza era cantata da tutti tanto da far innamorare il prode re guerriero Gideon ma nonostante il suo amore per lei non rinunciava mai a combattere in difesa del suo popolo. Voleva troppo bene al suo popolo tanto da farle trascorrere mesi sola ad attendere il suo ritorno. Finché un giorno Garma rubò lo scudo e lo nascose in un labirinto che aveva creato con la magia sperando che senza di esso rinunciasse a combattere ma si sbagliava poiché non appena il suo amato popolo fu di nuovo in pericolo corse di nuovo in aiuto ma senza scudo non ebbe alcuna speranza. Garma chiede come terza cosa la borsa di Pippo che contiene tutti gli appunti appena raccolti ma Topolino la prega di non togliergliela, ma Garma non sente ragioni. Amelia allora stanca dei dispetti provocati dalla strega le fa anche lei un dispetto e facendo levitare la terza chiave la fa arrivare fino a Topolino che la afferra. Giunti alla terza porta possono recuperare finalmente lo scudo che riflette un Topolino con addosso la grande armatura. Qui Neraja spiega loro che quello scudo non mostra semplicemente la propria immagine ma quello che si ha nel cuore nobile e che molti malvagi si scoprono vili e capaci di prendersela coi più deboli non accettando la viste del loro vero aspetto. Dopo essersi mostrata Garma anziché vedere quello che vuole lei vede solo sé stessa e Topolino le spiega che a forza di odiare gli altri dando loro la colpa del suo errore di lei è rimasta solo una brutta megera scatenando in lei tanta ira che fa crollare tutto il labirinto e per fortuna intrappolando là dentro anche Sandor. Amelia e Neraja salutano i Wizards of Mickey prima che Garma si liberi, ma prima Topolino concede a Neraja di specchiarsi nello scudo. Nello scudo la bella strega Neraja vede lei felice con Fenris, ritornato umano, che si baciano.

### Il guardiano delle tenebre(2686)
I Wizards of Mickey sono alla ricerca della corazza di Gothor chiusa nel Labirinto del pendolo ma anche qualcun altro sta cercando di attraversarlo sono i Black Phantom che vengono espulsi per la quinta volta dal labirinto per non essere riusciti a completarlo in tempo a detta loro a causa di qualcuno che gli impedisce di portarlo a termine. Dall'alto il vanitoso Drago Antico Falcor mandato da Dredking, seguendo le indicazioni della mappa consegnatagli da Gyko con la posizione esatta dei labirinti dove si trovano i pezzi dell'armatura, sorveglia i cieli in attesa dei Wizards of Mickey ma che a causa della sua vanità li perde di vista scambiando il drago di ferro in lontananza per un'ombra di una bella draghessa. Seguendo le istruzioni del Maestro Nereus, che spiega che il labirinto si apre ogni 12 ore e va completato entro 12 minuti superando tutti gli ostacoli e i tranelli che vi sono all'interno e al 12 rintocco chi non ha completato il labirinto verrà teletrasportato all'uscita, giungono sul luogo nel quale incontrano i Black Phantom che comunicano loro che non lavorano più per l'infido Signore degli Inganni ma si vergognano nel dire il motivo. Gambadilegno gli dice allora che vogliono solo il tesoro all'interno del labirinto ma li avvisa anche che il labirinto si riaprirà soltanto stanotte poiché hanno appena provato loro fallendo. Intanto Falcor cercando la draghessa che crede di aver visto si accorge che i Wizards of Mickey sono atterrati e li attacca facendo fuggire i Black Phantom, Paperino, Pippo, Fafnir e Pegaso verso il bosco mentre Topolino prova a innalzare una barriera temporanea per permettergli di fuggire anche lui verso il bosco. Dopo che Falcor si allontana, promettendo di ritornare, Gambadilegno racconta a Topolino di quanto siano vendicativi quei mostri e che hanno perfino raso al suolo il Castello di Oberon quando il guardiano non gli ha consegnato la mappa dei labirinti. Topolino preoccupato per la distruzione della magica fonte di Oberon, nella quale riponeva speranze per salvare la sua amata Minni, racconta tutto quel che è successo fino a ora al suo nemico Gambadilegno che sembra prendere a cuore la storia. Durante la notte, quando la porta del labirinto sta per riaprirsi e tutti sono pronti per la sfida che li attende all'interno, vengono attaccati di nuovo da Falcor. All'interno del labirinto viene ammesso solo Pippo poiché dentro non si potrà fare uso della magia mentre I Wizards of Mickey insieme a i Black Phantom terranno a bada Falcor. Topolino si domanda perché Gambadilegno e il suo Team li stiano aiutando e Gambadilegno rivela quindi che anche lui è lì per la corazza di Gothor e che sta per scoprire il motivo per cui la cerca. Rifugiatisi dagli attacchi potenti di Falcor nella torretta di guardia i Wizards of Mickey scoprono che i membri del Team Black Phantom sono vittime dei Guardiani delle Tenebre Tormentatrici che si materializzano nei luoghi chiusi tormentandoli con ogni dispetto possibile lanciati e legati a loro con un incantesimo da Macchia Nera quando si sono rifiutati di obbedirgli. Secondo la leggenda solo il potente bagliore emesso dallo scudo di Gothor riuscirà a liberarli da questa maledizione. Intanto Pippo completa il labirinto riuscendo a recuperare la corazza, senza difficoltà grazie alla sua nuova carriera di atleta appena intrapresa, e riportarla a Topolino dove però Gambadilegno tenta di appropriarsene ma Topolino ha altri piani. Grazie al piano di Topolino e con l'aiuto di Gambadilegno che finge di inseguirlo attirano Falcor nella torretta fino ad abbagliarlo con la luce emessa dalla corazza e liberando anche i Black Phantom. Gambadilegno per sdebitarsi dell'aiuto dona a Topolino una boccetta con dell'acqua della fonte di Oberon che aveva rubato e promette che la prossima volta che si rivedranno saranno di nuovo nemici come prima.

### Il bastione del drago(2687)
A Caer Dracon il bastione del drago la guerra ha inizio, i malvagi Draghi Antichi capitanati da Dredking, che vuole dominare il mondo e dominare sulla sua razza, stanno sfidando i Draghi e i Maghi che si sono alleati con loro e con sorpresa di tutti nelle loro file c'è anche Topolino, ma per sapere come è possibile e necessario un salto indietro di due giorni. I Wizards of Mickey sono in cammino verso l'ultimo labirinto che contiene l'elmo di Gurmos, ultimo pezzo mancante per poter ricomporre la grande armatura, ma vengono interrotti da una chiamata del Maestro Nereus che li avvisa di raggiungerli subito anche senza l'ultimo pezzo dell'armatura poiché Dredking con la sua armata sta marciando verso Caer Dracon e spiegando che se il bastione cadrà ogni speranza sarà perduta. Topolino sceglie però di andare lo stesso a recuperare l'ultimo pezzo tornando appena possibile con il potere del teletrasporto dell'elmo e intanto far andare Paperino e Pippo in aiuto al bastione. Nel labirinto ci sono due elmi con due Diamagic uno con il potere del teletrasporto e l'altro con il potere dell'ipnosi e sa già quale pigliare, ma cade invece sotto ipnosi indossando quello sbagliato, poiché Gyko ha scambiato gli elmi e gli ordina di ubbidire ai Draghi Antichi. Tornati al presente la battaglia sembra volgere a favore dei Draghi del Team Magma Fire e i loro fratelli insieme ai Maghi alleati facendo ritirare le potenti armate di Dredking. Vedere Topolino nelle file dei Draghi Antichi scoraggia un po' i maghi mentre Zoron racconta che un tempo i senza scaglia venivano usati dai Draghi Antichi come soldati nelle loro guerre. I Draghi insegnarono agli umani l'uso della magia affinché fossero guerrieri più potenti ma un giorno cinque grandi guerrieri si ribellarono ai loro padroni e guidarono un'alleanza di uomini contro i Draghi Antichi. La battaglia durò un mese intero. ma alla fine fu sconfitto e condannato al letargo eterno e della capitale del regno dei draghi rimase solo una distesa di pietre infuocate che divenne la Piana di Magma come la chiamano ora. Alla fine del racconto Paperino e Pippo decidono di andare all'accampamento di Dredking per tentare di fare rinsavire Topolino. Pippo prova a mostrare a Topolino varie foto per cercare di farlo rinsavire ma senza risultato tranne quando gli mostra la foto di Minni dove sembra ricordare qualcosa, ma vengono interrotti da Dredking e Gyko. Gyko svela il suo piano con il quale ha ipnotizzato Topolino e mandato in battaglia per poi spingere i suoi amici a venirlo a cercare e ipnotizzare anche loro ma Topolino rinsavito mette l'elmo con il diamagic del teletrasporto a Paperino, dopo avere scambiato i diamagic dei due elmi senza che nessuno se ne accorgesse facendo infuriare Dredking. Essendo in possesso anche dell'elmo i Wizards of Mickey riuniscono tutti i pezzi conquistati e formano la grande armatura, chiamata il Meka Bot, e lanciando un incantesimo pietrificante sconfigge Gyko definitivamente e costringe Dredking e la sua armata a un ritiro momentaneo.

### I corni di Oggoth(2688)
Dredking e i Draghi Antichi stanno schiavizzando gli Orchetti Faina per ricostruire Dragavar la capitale dei Draghi mentre viene osservato di nascosto da Zefren e i Wizards of Mickey. Zefren propone di attaccarli subito prima che la costruzione della capitale sia completata e prima che Dredking si rifugi là dentro, ma Topolino non sa come raggiungerli poiché Falcor con la sua supervista potrebbe avvistarli subito. Giunge quindi sul campo di battaglia anche il Generale Garth con gli alleati Draghi e i maghi schierati con loro che dice a Topolino che li raggiungeranno trasportati da loro in volo attraverso le gabbie giungendo così dall'alto e sfruttando l'effetto sorpresa. Pippo propone delle divise per la squadra, ma Garth e i draghi si rifiutano e Zaius spiega che loro non portano più vestiti e armatura proprio per distinguersi dai Draghi Antichi che hanno portato la guerra e distrutto il loro regno. Appena in volo Topolino sente uno strano suono e dei nuvoloni neri iniziano a oscurare il cielo, Garth spiega che e una trappola di Dredking che sta usando i corni di Oggoth un'antica arma dei draghi che genera una coltre di fumo magica che nessun drago e in grado di penetrare. Il generale Krankus fa subito notare a Dredking che secondo il trattato di Draconfeast e vietato usare l'uso di sfere chiodate volanti nelle guerre tra draghi ma Dredking non vuole sentire ragioni non considerando quei draghi suoi pari. Intanto le truppe dei Draghi hanno parecchie difficoltà e Garth propone ai tre draghi del Magma Fire e gli altri maghi di fare da esca per le trappole in modo che lui possa portare i Wizards of Mickey alla fortezza in maniera sicura ma Topolino non ci sta e ordina a tutti di tornare indietro avendo in mente un piano. Grazie all'aiuto dell'elmo Topolino si teletrasporta nel regno oscuro per chiedere udienza a Re Raskan, l'oscuro re dei Pipistrellorchi. Topolino vuole l'aiuto dei Pipistrellorchi per sconfiggere i Draghi Antichi, ma Re Raskan non vede il motivo per cui dovrebbe aiutare una razza che è da sempre loro nemica. Topolino gli spiega che Dredking non si accontenterà solamente di dominare il mondo in superficie ma vorrà anche il regno oscuro in cui vivono e comandano i Pipistrellorchi mentre ai draghi il loro regno non interessa. Re Raskan per accertarsi che quello che dice Topolino non è una bugia chiede alla pozza della stalattite, in grado di rivelare il futuro, cosa succederà se Dredking dovesse vincere la guerra ed essa conferma quanto appena detto da Topolino e decide quindi di aiutarli. Grazie alla loro abitudine nel vedere al buio e ai loro sensi radar i Pipistrellorchi, guidati in battaglia dal loro Re, si fanno strada tra le coltri di fumo magiche e distruggono i corni di Oggoth permettendo al Generale Garth di avvicinarsi al campo di battaglia e fare atterrare Topolino. Topolino in groppa al Meka Bot è pronto per sconfiggere i draghi ma prima Dredking svela di aver trovato negli scavi per la ricostruzione di Dragavar un'antica pergamena contenente il potente incantesimo dell'Unidrago in grado di far unire i poteri dei draghi in unico possente Drago a tre teste. Lady Saurya, Hypnor, Krankus si uniscono grazie all'incantesimo ma i tre draghi domandano al loro capo come mai anche lui non si è unito a loro con l'incantesimo e lui risponde di preferire controllare le mosse di Topolino mentre loro attaccano. Mentre Topolino combatte coi tre Draghi uniti, Maestro Nereus attraverso l'amuletofonino svela che l'incantesimo dell'Unidrago ha una durata limitata e invita Topolino di resistere finché i tre draghi non tornano alle loro forme originali attaccandoli quando sono senza difesa poiché una volta sciolto l'incantesimo i draghi non possono più riunirsi perché perdono il loro potere. Lady Saurya, Hypnor e Krankus infuriati con Dredking dopo essersi resi conto che in questa maniera sarebbero stati solamente inferiori a lui o che sarebbero stati annientati si congedano da Dredking dicendogli di conquistarselo da solo il mondo. Topolino sul Meka Bot colpisce Dredking con il Diamagic delle rocce facendo aprire una crepa nel terreno che fa sprofondare giù Dredking che prova però ad aggrapparsi prima di cadere. Preso da un atto di compassione Topolino prova a dare una mano a Dredking che però lo tira giù con lui ma fortunatamente Garth lo afferra al volo salvandolo ma lasciando cadere però Dredking che viene finalmente sconfitto. Portato sulla terra ferma Topolino viene acclamato da tutti e la guerra e finalmente giunta al termine. I tre Draghi Antichi rimasti: Lady Saurya, Hypnor e Krankus decidono di spogliarsi delle loro vesti e andare a vivere pacificamente con gli altri Draghi. Non resta che tornare al castello e liberare Minni dal suo sonno catatonico. All'insaputa di tutti, intanto la pozza della stalattite fa una brutta previsione su quello che sta per succedere: si vede il malvagio stregone Macchia Nera che ha intenzione di dominare il castello di Topolino.

### Ritorno a casa(2689)
Ora che il malvagio drago Dredking è stato sconfitto non resta che tornare a casa per risvegliare la dolce Minni e far risuonare le campane a festa. I Wizards of Mickey lungo il viaggio di ritorno si sono fermati per una sosta per una revisione al Drago di ferro dopo le lunghe battaglie che ha affrontato ma poiché il tempo per risvegliare Minni stringe decidono di tornare a casa a piedi lasciando per adesso il Drago dal fabbro. Giunti nel bosco si accorgono che sono appesi numerosi avvisi di taglia su di loro non spiegandosi chi possa averli messi. Anche Pippo decide di appendere qualche volantino per pubblicizzare la sua nuova attività del circo delle pulci. Nelle vicinanze del castello i Wizards of Mickey incontrano i Black Phantom che raccontano che sono le nuove guardie del nuovo sovrano del regno capitanate da Gambadilegno che li scorterà fino a palazzo. Arrivati al castello con somma sorpresa i Wizards of Mickey scoprono che Macchia Nera ha preso possesso del castello e che è ancora vivo ed è molto arrabbiato con Topolino e i suoi amici che ha rovinato i suoi piani malvagi. Unendo i Diamagic che controllano i poteri oscuri Macchia Nera ha forgiato un potente scettro con il quale controlla tutto ciò che accade quando cala l'oscurità riuscendo a penetrare nei sogni delle persone ipnotizzandole e rendendole schiave e col prossimo novilunio intende evocare il sortilegio del Libro Nero di Goron secondo il quale le tenebre caleranno per sempre così che lui possa dominare il mondo. Prima però Topolino chiede solo di salvare Minni, ma è ormai troppo tardi: anche lei è caduta vittima dell'incantesimo di Macchia Nera ed è ora sua schiava. I Wizards of Mickey vengono scortati nelle segrete del castello dove si dice vi dimori una terribile belva, prima di andare via Gambadilegno, su domanda di Topolino sul perché si fidano ancora di Macchia Nera dopo quello che gli ha fatto, gli risponde che non serba rancore e che gli ha già promesso un intero mondo da saccheggiare. La notte si avvicina e le urla della terribile belva dei sotterranei iniziano a farsi sentire, ma Topolino è sicuro perché sa che quella belva è in realtà il suo amico Pluto che aveva lasciato là per sorvegliare Minni. Pluto è infestato dalle pulci ma Pippo ha la soluzione per aiutarlo grazie alle sue pulci ammaestrate che convincono le pulci infestatrici a unirsi al circo delle pulci di Pippo. Pluto prova a liberare dalle catene i suoi amici ma non ci riesce, allora i Wizards of Mickey decidono di andare dal fabbro dove hanno lasciato il Drago di Ferro usando un passaggio segreto nei sotterranei del castello. Giunti dal Fabbro, dopo pericolose difficoltà affrontate a piedi, si fanno liberare e grazie all'uso del Drago di Ferro, ormai riparato, fanno ritorno. Gambadilegno avvisa Macchia Nera che i Wizards of Mickey sono fuggiti e che stanno attaccando il Castello con il Drago di Ferro e gli dice di tenerli a bada per un po' ma dopo averlo messo apparentemente a tappeto dal Drago di Ferro, che in realtà era telecomandato a distanza da Paperino, esce solo Pluto che fa fuggire via i Black Phantom. Intanto Topolino e Pippo sono giunti nella biblioteca del castello dove Macchia Nera pensa che il suo nemico stesse cercando un libro col contro-incantesimo ma Topolino svela che il suo obiettivo era solo attirarlo lì vicino all'incudine del fato, dove è stata spezzata la Grande Corona che è in grado di distruggere anche lo scettro. Fafnir afferra al volo lo scettro e lo lascia cadere sull'incudine, ma viene afferrato al volo da Minni che vuole riconsegnarlo a Macchia Nera, ma Topolino cerca di farla rinsavire, riuscendoci, così anziché ridarlo a Macchia Nera lo getta nell'incudine del fato distruggendolo e facendo sparire tra le ombre il Signore degli Inganni. Svanita l'ipnosi Minni torna in stato catatonico ma Topolino le dà l'acqua della fonte di Oberon che la riporta in vita. Per il ritorno di Topolino e Minni al castello viene organizzata una magnifica festa e Maestro Nereus è molto soddisfatto che il suo allievo ha finalmente capito la responsabilità che deriva dal potere magico che gli è stato dato.

## Wizards of Mickey III - Il male antico

### La guerra infinita(2725)
Siamo nel passato quando Topolino era ancora un apprendista del Maestro Nereus che lo faceva lavorare pulendo e riordinando la casa in modo che potesse comprendere e imparare tutti quei mistici manufatti che possedeva mentre li puliva senza sottovalutarne la pericolosità. Un giorno un monocolo viene a chiedere aiuto al possente mago, che dimostra di conoscere il suo nome grazie a uno scrigno di cristallo contenente una pergamena in grado di svelare i nomi di tutti quelli che si trovano entro cento leghe dallo scrigno, per delle triabe con il popolo dei triclopi. Anche un triclope ha la stessa pensata e i due si ritrovano dentro casa del mago a litigare. Topolino domanda quindi al suo Maestro il perché i due si accusano a vicende di aver razziato i villaggi dell'altro apprendendo da Nereus che sono soggiogati da un perfido Troll che li fa lottare tra loro finché non pronunceranno il suo nome segreto. Topolino vorrebbe quindi risolvere la questione utilizzando la pergamena, ma Nereus glielo impedisce. Tornati al presente i potenti Wizards of Mickey sorvolano a bordo del Drago di Ferro tutta la valle per un giro di pattuglia mentre intanto un misterioso guerriero dal volto coperto da un grosso elmo in ferro sta aizzando le folle contro i maghi. Dall'alto dei cieli i Wizards of Mickey insospettiti da uno strano fumo verde, decidono di atterrare per vedere cosa sta succedendo. Giunti a terra incontrano i maghi del team Yum Yum Cook intenti a preparare nuove pozioni. I tre maghi raccontano a Topolino, Paperino e Pippo che da quando i cristalli magici si sono ridispersi nel mondo, dopo la rottura della Grande Corona, i maghi hanno ripreso a sfidarsi per il loro possesso volendo dimostrare ognuno di essere il più forte. Nel passato intanto Topolino ruba il contenitore in cristallo di Nereus e caccia via il troll, dopo aver scoperto il suo nome. Nonostante ciò le triabe tra monocoli e triclopi continuano a non placarsi. Di ritorno a casa Nereus spiega a Topolino che se quei due popoli fossero stati pronti a vivere in armonia si sarebbero alleati da soli nella lotta con il Troll impartendo così una lezione di vita al giovane allievo che sperava di risolvere la situazione da solo. Nel presente Topolino pensa se sarebbe il caso di riformare la Grande Corona in modo da far cessare le sfide tra maghi. Viene però interrotto da Minni che lo avvisa che i contadini del regno hanno catturati decine di maghi. Uscendo dal palazzo un misterioso individuo sta osservando le mosse di Topolino. Giunti sul luogo Topolino ingaggia battaglia con il guerriero con l'elmetto di ferro riuscendo a sconfiggerlo e a liberare i maghi. Prima di andare si fa promettere dai maghi che faranno una settimana di tregue dalle sfide i quali grati dell'aiuto accetteranno la sua richiesta. Poco dopo l'allarme del castello scatta facendo precipitare Topolino a vedere cosa sta accadendo.

### Il mistero del dormiente(2726)
L'episodio inizia con i Wizards of Mickey e i Black Phantom che stanno precipitando poiché uno dei Bassotti ha prelevato un medaglione d'oro che ha fatto scattare subito una trappola. Topolino, grazie all'idea di Pippo di risalire con una corda, fa sciogliere il medaglione d'oro da Fafnir per ricavarne un filo resistentissimo mentre Gambadilegno col suo piffero da incantatore provvede a pilotare la corda. Tornando a qualche ora prima a quando l'allarme al castello era scattato, Topolino trova uno dei Bassotti appeso a un soffitto spaventato da Pluto che l'ha beccato mentre rubacchiava delle antiche pergamene in grado di svelargli come poter raggruppare tutti i Diamagic in un colpo solo. In una delle pergamene si parla di un'antichissima e misteriosa creatura capace di radunare col suo canto tutti i Diamagic. Topolino decide di andare a cercare la creatura visto che potrebbe essere la soluzione a tutti i suoi problemi, volendo anche lui radunare tutti i diamagic per riformare La grande corona così da impedire le inutili sfide tra maghi fatte un po' ovunque e che danneggiano i poveri contadini. Si recano quindi alla città dei ladri, dove secondo la leggenda è custodita l'antica creatura, ma anche i Black Phantom sono giunti lì e hanno pagato le guardie del castello per far entrare i Wizards of Mickey, i quali non si accorgono di nulla, per prelevare lo scrigno di giada. Dopo aver recuperato lo scrigno i Wizards of Mickey, sempre grazie a una geniale idea di Pippo, riescono a decifrare il codice dello scrigno per aprire la stanza dove si trova Mirmidon, ma una volta aperta trovano un ulteriore porta. Ad attenderli però ci sono anche i Black Phantom. Gambadilegno vuole sbloccare la porta ma il Bassotto attratto da un medaglione d'oro lo prende facendo scattare una trappola che fa precipitare tutti giù (si ritorna così a come si è aperta la storia). Risaliti, dopo aver usato la corda d'oro, Gambadilegno afferra Fafnir. Topolino, avendo notato meglio la gamba di Gambadilegno, capisce invece che quel tipo misterioso con l'elmo che ha aizzato la folla contro i maghi è lui. Gambadilegno spiega che ha fatto tutto ciò per convincere Topolino che era giusto radunare tutti i Diamagic e inscenando anche il furto al castello è riuscito a fargli conoscere l'esistenza di Mirmidon e a condurli qui, tutto ciò solo per avere Fafnir, poiché l'ultima porta può essere aperta solo con una fiamma di Drago. Topolino, sempre grazie a un'intuizione di Pippo, si rende conto che l'ultima stanza è una prigione, Mirmidon si risveglia e inizia a risucchiare dai bordoni magici i primi Diamagic intenta far sparire la magia dal mondo. Decidono quindi di richiudere il portone e lasciare la creatura all'interno come l'hanno trovata anche se serve del tempo per raffreddare la catena magica. Topolino e Gambadilegno scelgono di rimanere per tentare di richiudere la porta usando i diamagic del Vento e della Bufera mentre gli altri si danno alla fuga uscendo prima che il portone si richiudesse del tutto. Topolino ha finalmente capito la lezione che gli diede il Maestro Nereus quando cercò di riunire forzatamente i Monocoli e i Triclopi, decidendo che la soluzione più giusta è che le sfide tra maghi potranno continuare a svolgersi, ma solo in un'apposita arena che farà costruire, in modo da non danneggiare più i campi dei poveri contadini durante le sfide. Inoltre gli stessi contadini potranno fare da tifoseria nell'arena. Altrove i sei misteriosi stregoni, conosciuti come la Gilda dei Diafani apprendono che Mirmidon è stata risvegliata ed essendo ancora una minaccia il tempo di un nuovo mondo è ormai giunto.

### I titani del gelo(2739)
I Wizards of Mickey hanno impedito il risveglio di Mirmidon, ma la minaccia non è stata debellata. Paperino è ospite a Dragavar, la capitale dei Draghi, dove ha portato Fafnir per stare un po' coi suoi simili nonostante per lui faccia davvero troppo caldo e mentre la Gilda dei Diafani si prepara a spegnere la fornace dei Draghi. Il mattino seguente al castello dello Stregone Supremo Topolino, Pippo, Paperina e Clarabella notano che in tutto il regno si è ghiacciato e che le truppe dei Titani del gelo avanzano pronte a distruggere tutto quello che trovano nel loro cammino. Anche a Dragavar tutto si è congelato e non c'è nessuna traccia dei Draghi che sembrano essere spariti nel nulla. Topolino e Pippo decidono di raggiungere Paperino per indagare su questa misteriosa scomparsa mentre Clarabella e Paperina raggiungono Minni a Moonland per trovare rifugio dall'avanzata dei Titani del gelo. Topolino propone di andare a recuperare il Meka Bot scomparso nel sottosuolo poiché potrebbe essere l'unica speranza contro i titani del gelo e dopo aver attivato il Drago di Ferro in modalità scavatore raggiungono il sottosuolo dove trovano una vecchia conoscenza, Dredking, il Signore di Draghi Antichi. Il drago si presenta al cospetto dei suoi ex nemici in una forma immateriale e sentendo della sparizione dei Draghi racconta dell'antica leggenda secondo la quale se la fornace degli abissi dovesse spegnersi tutti i Draghi finirebbero in un'altra dimensione. Dredking rivela a Paperino che grazie al Diamagic del magma incastonato nella sua armatura, che ha assorbito parte del calore della fornace, è riuscito a non sparire del tutto vivendo adesso tra due dimensioni. All'amuletofonino Minni avvisa Topolino che Moonland è stata invasa dai titani del gelo e che loro sono riusciti a scappare a bordo di un tappeto volante inoltre ha scoperto che quegli esseri sono guidati da un potente stregone incappucciato. Topolino comprende che l'unico modo di fermare l'avanzata di quei colossi è riaccendere la fornace del drago e chiede ai suoi compagni di squadra di raggiungere le tre maghe del team luna diamante con il Drago di ferro mentre lui raggiungerà la fornace accompagnato da Dredking. Il giorno dopo a Moonland con un abile piano Minni, Paperino, Pippo, Paperina e Clarabella riescono a ingannare gli Orchetti Faina posti a guardia e a entrare nella sala del trono dove trovano però il misterioso stregone incappucciato che rivela di aver previsto il loro piano e che non è solo ma sempre al fianco dei suoi fratelli i cui tutti insieme formano la malvagia Gilda dei Diafani.

### La fornace dell'abisso(2740)
Mentre l'avanzata dei Titani del gelo per conquistare tutti i regni continua, Topolino e il Drago Antico Dredking stanno affrontando un viaggio nell'oscurità per andare a riaccendere la mistica fiamma della fornace dei Draghi attraversando il territorio dei Pipistrellorchi. Topolino non teme i Pipistrellorchi poiché in passato si è già fatto aiutare da loro e al suo arrivo nel loro regno viene assalito da numerosi di loro poiché ha portato con sé un drago, ma il loro sovrano, Re Raskan, interrompe l'assalto del suo esercito facendosi dare spiegazioni da Topolino che spiega quello che sta succedendo e che Dredking lo sta solo accompagnando alla fornace per riaccendere la fiamma mistica per scacciare così i Titani del gelo che hanno portato tutto quel freddo. Dall'amuletofonino Minni comunica che la missione è fallita e sono stati catturati tutti tranne lei e racconta a Topolino che i loro avversari sono ben sei e si fanno chiamare la Gilda dei Diafani. Dredking, sentendo il nome della Gilda, racconta che si tramanda un'antica leggenda su di loro legata alla scomparsa del primo Stregone Supremo e consiglia a Minni di andare a Dragavar a cercare qualche notizia in più. Nelle segrete del Castello di Moonland Paperino, Pippo, Paperina e Clarabella cercano una soluzione per evadere dalla cella mentre la Gilda dei Diafani prova a usare le previsioni di Clarabella per tendere un'imboscata a Topolino. A Dragavar Minni sta cercando la storia della Gilda dei Diafani che sembra trovarsi nel libro di Calibor mentre Topolino trova un ottimo sistema per attraversare il fiume di Magma a bordo del Drago di ferro. Clarabella intanto ha una visione di Topolino che finisce nel Magma e non sa come avvisare l'amico, tutto procede secondo i piani della Gilda che ha preparato un esercito di Orchetti Faina vicino al fiume di magma per un'imboscata. Pippo domanda delle forcine per capelli a Clarabella per forzare la cella, ed evadere, la quale ha già dimenticato la profezia appena fatta. Minni dopo una lunga ricerca riesce finalmente a trovare lo scaffale proibito dove è custodito il libro di Calibor. Nel libro viene raccontato che la storia della Gilda dei Diafani risale ai tempi della prima era della magia quando l'alchimista Yensid sottrasse con inganno, ai Draghi, il segreto per controllare i Diamagic formando così la Grande Corona. Proclamatosi stregone supremo cerco di schiavizzare i Draghi armato di un grosso potere, ma il Generale Calibor si oppose usando un incantesimo per dividere la mente dello stregone malvagio in 7 anime, ognuna con una personalità dello stregone e incapaci di usare la Grande Corona che richiede una volontà forte e compatta. Con il tempo iniziarono ad andare d'accordo formando così la Gilda dei Diafani. Capito l'odio verso i Draghi e giunto il tempo di riaccendere la fornace ormai vicinissima, ma un esercito di Orchetti Faina è pronto per un'imboscata che Topolino crede di avere evitato usando un altro ingresso alla fornace. Topolino riesce però a sconfiggere tutti gli orchetti mandati dalla Gilda facilmente. Un piccolo ostacolo si pone prima di poter riaccendere la fornace servendo una fiammata di Drago. Poiché Dredking essendo immateriale e privato dei suoi poteri Topolino usando l'incantesimo del teletrasporto, grazie all'elmo di gurbos, scambia il Meka Bot col Drago di ferro il quale diviene Drago ad Honorem su concessione di Dredking. La fiamma è finalmente riaccesa e i Draghi iniziano a tornare fermando così l'avanzata dei Titani del Gelo. Paperino può riabbracciare il suo amichetto Fafnir e Clarabella corre ad avvisare Topolino della profezia, anche se nettamente in ritardo, il quale l'avvisa che forse è stato proprio un bene che non l'ha avvisato.

### La fine di un'era(2773)
La malvagia Gilda dei Diafani ha preparato due legioni di Orchetti Faina pronti per mettersi in marcia verso il castello dello Stregone Supremo per assaltarlo e Mirmidon è pronta per essere risvegliata dal suo sonno così che anche Dragavar possa essere finalmente annientata insieme ai Draghi. Nel frattempo Paperino rimprovera duramente Fafnir poiché fa tardi la notte, oltre l'orario consentitogli, ed è diventato un po' ribelle. Durante il litigio tra Paperino e Fafnir ricevono una chiamata dal Maestro Nereus che li avvisa di correre subito al castello attraverso quel portale magico appena aperto. Al castello ritrovano il saggio Ormen che ha raggiunto il castello solo con il suo potere mentale poiché il suo corpo giace immobile sotto la caverna del lungo riposo per dargli un aiuto. Nereus gli racconta che l'origine della Gilda dei Diafani risale alla prima era della magia quando lo Stregone Supremo rubò la conoscenza per controllare i Diamagic e formare la Grande Corona e i Draghi furono costretti a scomporre lo stregone supremo in sette anime pensando di far la cosa giusta. Nereus e Ormen consigliano ai Wizards of Mickey di viaggiare indietro nel tempo per impedire che venga scagliato l'incantesimo che divise lo Stregone Supremo. Così i Wizards of Mickey si ritrovano nel bel mezzo della battaglia tra i Draghi e il primo Stregone Supremo e intervengono nella discussione tra il giovane guerriero Ormen e il generale Calibor pronti a lanciare l'incantesimo. Il giovane Ormen sembra non credere alle parole di Topolino che tenta invano di spiegargli i motivi per cui non deve dividere l'anima dello stregone ma grazie all'amuletofonino lo fa parlare con il sé stesso del presente che riesce a convincerlo. Decidono di procedere allora col piano B usando l'incantesimo dell'Unidrago nonostante i Draghi siano consapevoli che usando quell'incantesimo perderanno i loro poteri. Intanto gli Orchetti Faina stanno attaccando il Castello che viene difeso da alcuni maghi e il team Luna Diamante finché il canto di Mirmidon non preleva dai loro bordoni magici tutti i Diamagic lasciandoli indifesi. L'unica speranza risiede nei Wizards of Mickey ma nonostante i tentativi di cambiare la storia l'anima di Yensid viene divisa anche questa volta convincendo Nereus che la storia è immutabile e le cose sembrano continuare a peggiorare avendo perso l'uso della magia anche il portale aperto per viaggiare nel tempo sta per chiudersi lasciando i Wizards of Mickey intrappolati nel passato.

### L'alba di un nuovo mondo(2774)
Mentre i Wizards of Mickey sono intrappolati nel passato la Gilda dei Diafani ha schierato un grossissimo esercito per assaltare il castello dello Stregone Supremo e la capitale dei Draghi. Zefren va a chiedere aiuto al castello ma si accorge ben presto che anche lì non se la stanno cavando molto bene e anche gli ultimi Diamagic rimasti nei bordoni magici sono ormai spariti grazie al canto di Mirmidon. Nel passato Topolino si accorge che le sette personalità dello stregone non vanno per niente d'accordo e tra loro ce n'è una meno litigiosa che potrebbe rappresentare la bontà dello stregone che si separa dagli altri portando con sé la Grande Corona e decidono così di seguirla. Nel lungo cammino i Wizards of Mickey giungono finalmente a un castello diroccato nel quale l'anima dello stregone che stavano seguendo si è fermata e si accorgono che quello è proprio il castello dello Stregone Supremo e quel mago che hanno seguito non è altro che quello che diventerà il maestro di Nereus. Separato dai fratelli, intuendo che avrebbero cercato vendetta, trasmise le sue conoscenze magiche in modo che la magia non venisse mai dimenticata. Tutto ciò fa venire a Topolino una brillante idea e visto che il passato è immutabile nel passato l'incantesimo della Gilda dei Diafani non ha avuto alcun effetto così usando il pinnacolo del tempo riescono a tornare nel presente, teletrasportandosi a Dragavar. A Dragavar i Draghi, senza magia, sono in grossa difficoltà, ma Fafnir e i suoi amici si stanno rendendo molto utili riuscendo a capire subito i punti deboli delle macchine da guerra degli avversari. I Wizards of Mickey partono subito a bordo del Drago di Ferro trasportando con loro anche il Meka Bot in direzione del Pozzo dei Draghi in cerca della porta verso la dimensione dei ghiacci dove secondo Nereus lo Stregone Supremo venne a cercare i segreti degli antichi. Mirmidon, intanto, raggiunge il campo di battaglia, ma non ha nessuna intenzione di obbedire agli ordini della Gilda e vuole dominare questo mondo come in passato spazzando via chiunque si opponga. Topolino, Paperino e Pippo affrontano numerosi pericoli all'interno della dimensione di ghiaccio finché non raggiungono una casetta in cui trovano il potente maestro di Nereus, in una forma un po' scheletrica, nonché l'anima buona tra le sette anime della Gilda a cui chiedono aiuto. Tornati finalmente sul campo di battaglia con il nuovo alleato l'anima buona dello Stregone Supremo inganna le altre sei personalità convincendoli di aver trovato finalmente i segreti degli antichi per riunirsi e formare di nuovo il potentissimo stregone. In realtà fa usare loro l'incantesimo dell'Unidrago, una magia tanto potente e antica che nemmeno Mirmidon può sconfiggere. La Gilda riunitasi ma con a comando l'anima buona si scaglia contro Mirmidon e rivela al mostro cos'è che lo tormenta. Ere or sono i suoi simili hanno abbandonato queste terre in cerca di nuovo mondo e lui si offri di restare lì a guardia di questa dimensione in modo che se gli antichi avessero fatto ritorno avrebbero trovato un luogo più ospitale dove vivere ma nessuno ha fatto ritorno facendogli credere che i suoi simili avessero davvero trovato un posto migliore in cui vivere e dimenticandosi di lei. Lo stregone decide allora di spedire Mirmidon nel luogo dove si sono stabiliti i suoi simili in modo da ricongiungerla di nuovo con essi. La minaccia è stata annientata, ma i Diamagic con la scomparsa della bestia non emettono più energia, la loro magia è dunque svanita e l'era della magia si è quindi conclusa.

## Wizards of Mickey IV - Il nuovo mondo

### Il dominatore dei mari(2802)
Il mondo era cambiato! nessuno sa come accadde ma tutti andarono a dormire una notte e il mattino dopo nulla era più come prima, lontano oltre i regni conosciuti una voce conosciuta grida vendetta e se forse qualcuno l'avesse udita le sofferenze che sarebbero seguite sarebbero state evitate. Al castello dello Stregone Supremo, il Maestro Nereus sta spiegando i cambiamenti che stanno avvenendo dopo la scomparsa dei Diamagic dopo la sconfitta di Mirmidon, infatti tutto ciò che era sorretto dalla magia non esiste più o non è più funzionante e spetterà ai Wizards of Mickey, alle ragazze della Luna Diamante e ai cuochi del Team Yum Yum Cook tracciare la mappa del Nuovo Mondo. Nel frattempo qualcun altro si sta preparando per la sua vendetta liberando la micidiale Orca-megattera. Prima di iniziare questo lungo viaggio Paperino riceve da Turbo, il messaggero, un vocio-gramma da parte del mago inventore Archimede con una richiesta di aiuto, poiché la Biblioteca di Bakura, in cui si trova ora, è diventata un'isola e non sa più come tornare a casa. Durante il volo col Drago di Ferro i Wizards of Mickey si accorgono ben presto che non è possibile atterrare in mare a causa della presenza di giganteschi pesci aggressivi pronti ad attaccarli. Topolino decide di pescare la bestia ma il pesciolone è decisamente più forte di lui e dopo essere stato trascinato sott'acqua viene salvato per un soffio dai suoi amici. All'interno della biblioteca Archimede gli presenta Edi il suo assistente costruito per tenere lontano gli insetti ma che sembra avere qualche malfunzionamento visto che tende ad allontanare dal suo creatore anche i Diamagic. Intanto Macchia Nera venuto a sapere dove si trovano i suoi acerrimi nemici decide di scatenargli contro la furia della micidiale Orca Megattera. Mentre tutti i libri e le attrezzature di Archimede vengono portate a bordo del Drago di Ferro Topolino trova fra essi il libro che custodisce i segreti dello Stregone Supremo ma con sua somma delusione all'interno nota che si tratta solo di un comunissimo libro di barzellette e freddure ma quando l'orca megattera sta per attaccare Pippo risolve lo strano mistero del libro, trattato con del succo di limone, e con l'aiuto delle fiamme di Fafnir che bruciacchia le pagine del libro rivela il vero contenuto di quel prezioso tomo che contiene numerose preziose informazioni sull'uso dei Diamagic. Topolino trova sul tomo un comando magico che attiva l'uso dei Diamagic e decide di fare subito una prova usando il potere del fuoco, per fronteggiare la terribile Orca Megattera, dal quale dopo aver pronunciato le giuste parole magiche fuoriesce un Doomspider, uno dei figli di Mirmidon, col quale riesce a battere il nemico. Tornati alla biblioteca Topolino spiega ai presenti che i Diamagic non sono altro che le uova di Mirmidon, nonché figli suoi, motivo per cui quando si è risvegliata le ubbidivano svelando così anche il motivo per cui la creatura era soprannominata la madre dei Diamagic. Viene svelato anche il motivo per cui Edi si comportava in maniera strana di fronte ai Diamagic essendo anch'essi degli insetti. Un potere ancora più grande ora è stato svelato, i Wizards of Mickey però non sono soli un dannato corvaccio nero ha sentito tutto e anche il perfido Macchia Nera ora conosce questo potente potere e possiede già numerosi Diamagic inattivi raccolti da vari stregoni che li hanno gettati ritenendoli inutili.

### La cripta dei cento leoni(2803)
La Luna Diamante sta esplorando la costa del mare di Samarra per tracciare la mappa di quel luogo e per esplorare meglio l'arcipelago decidono di dividersi le zone: Minni si dirigerà verso le rovine, Paperina verso l'isola abitata da numerose lucertoloni e a Clarabella spetterà l'esplorazione della zona vulcanica portandosi con sé anche Kiki per tenerla lontana dalle lucertole. I Wizards of Mickey invece si dirigono verso le brughiere nelle quali incontrano degli strani tipi ma molto ospitali. Sull'isola vulcanica Clarabella viene presa in ostaggio dai maghi, ora diventati anche pirati, dei Black Phantom, accompagnati da un nuovo misterioso membro in armatura, che la portano a bordo della loro nave salpando verso un luogo remoto in cui serve l'aiuto di una donna e abbandonando Kiki sull'isola. Intanto mentre i Wizards of Mickey si godono un buon banchetto vengono interrotti dal dragone Zefren che ha portato fin da loro la gattina Kiki trovata sull'isola vulcanica tutta da sola. Così i Wizards of Mickey, alla vista della gattina, preoccupati per la sorte delle amiche della Luna Diamante, decidono di andare fino all'isola d'ebano a vedere cosa sta succedendo. I Black Phantom intanto si stanno dirigendo verso un'antica cripta per ottenere il tesoro custodito all'interno svelando a Clarabella che secondo quanto scritto sulla pergamena che possiedono nessun uomo è in grado di sconfiggere i guardiani del tesoro ed è per questo che gli serve l'aiuto di una donna. Dentro la cripta le cose non vanno per il verso migliore infatti proprio all'ingresso i cento leoni guardiani circondano i Black Phantom ma quando Gambadilegno si fa portare Clarabella pronto a fermare i guardiani lei sviene. La situazione si fa sempre più critica finché giungono appena in tempo i Wizards of Mickey, condotti fino al tempio dagli indigeni che hanno conosciuti arrivati sul luogo, che salvano Clarabella e tengono a bada con l'uso dei Diamagic i leoni. Gambadilegno spiega a Topolino che solo una donna è in grado di fermarli risvegliando l'unica statua che non rappresenta un leone, bensì una leonessa visto che nei branchi sono le femmine a comandare. Togliendosi il casco dell'armatura il nuovo, misterioso membro della squadra dei maghi pirati Black Phantom si rivela essere una donna, Trudy, l'amata di Gambadilegno, che prende il comando dei leoni e scappa via con loro. Macchia Nera che ha osservato tutto, grazie ai suoi corvacci, decide che Trudy merita di diventare una sua preziosa alleata.

### L'assedio delle ombre(2804)
Il malvagio Macchia Nera, dopo l’ultimo scontro, è stato esiliato definitivamente tra le ombre dove fa la conoscenza degli strani abitanti del regno di sotto, i Ghouler, che si nutrono di chi si perde nell'oscurità. I Ghouler vogliono nutrirsi di Macchia Nera ma tuttavia non ci riescono poiché Macchia Nera trae energia dalla fiamma nera del braciere dell’averno e conoscendo i loro punti deboli li sottomette proclamandosi loro capo. I Wizards of Mickey sono arrivati nel deserto per tracciare la mappa del posto, ma l'esplorazione del luogo è tutt'altro che semplice viste le continue tormente di sabbia e la sete, ma nel bel mezzo del nulla trovano l’ostello dello stregone ramingo. Entrati nell'ostello Paperino scopre con sua sorpresa che il direttore è suo cugino Paperoga che spiega che ha costruito questo albergo per i maghi che hanno perso il loro castello anche se gli ospiti sono sempre annoiati. Pippo suggerisce a Paperoga che ci vuole un po' d’animazione e Paperoga li invita a restare qualche giorno trovando ottima l'idea di Pippo che si dedicherà un po' al divertimento dei clienti. Quella notte, al calar delle tenebre, i Ghouler, su richiesta di Macchia Nera, attaccano l’ostello dello stregone Ramingo ma tutti i maghi sono molto stanchi, dopo le ore di attività di animazione, per schierarsi a difesa dell'albero e toccherà solo ai Wizards of Mickey combattere quelle creature oscure. Le creature però sono più ostiche del previsto e Pippo e Paperoga, seguendo quello che Pippo lesse su un diario di Errus il Vagabondo di come si salvò quando cadde nella tana dei Ghouler, si allontanano dalla battaglia per dirigere i lampioni accesi verso le creature e accecarli col forte bagliore costringendoli alla ritirata. Durante la fuga si lasciano però cadere il medaglione di Macchia Nera e Topolino capisce così che dietro la faccenda c'è il suo vecchio nemico tornato per vendicarsi. Uno dei maghi ospiti della taverna stupito che quei mostri prendano ordini proprio da Macchia Nera racconta loro la storia dell'incontro tra i Ghouler e il Signore degli Inganni. Era il tempo in cui il Grande Torneo degli Stregoni non era ancora stato indetto e i maghi lottavano per il possesso dei Diamagic senza alcuna regola, radunandosi nella Valle delle antiche ossa per decidere le regole della sfida; tra loro spiccava Macchia Nera, un mago che preferiva ottenere i Diamagic senza alcuna sfida leale usando attacchi a tradimento. Un giorno una banda di Ghouler sferrò un attacco a sorpresa, una battaglia che durò intere settimane, e costrinse i maghi a una ritirata dove Macchia Nera fu catturato e trascinato nel loro regno sotterraneo. Lo stregone convinse il capo dei Ghouler a non trasformarlo in uno spuntino promettendogli in cambio l’entrata attraverso un passaggio segreto verso la biblioteca dove si erano rifugiati gli altri maghi ma prima sarebbe stato necessario potenziare la fiamma nera che dona energia ai Ghouler. Macchia Nera però gettò nella fiamma del magnesio provocando una luce accecante che abbagliò i Ghouler permettendogli di imprigionare anche il loro capo. Tornati al presente i Wizards of Mickey si preparano per il prossimo assalto dei Ghouler riuscendo grazie alla Discoteca del Mago Scatenato a respingere la nuova ondata. Paperoga è felicissimo di questa nuova idea da sfruttare bene per il divertimento dei suoi clienti che potranno organizzare serate a tema. Dopo aver inserito l'ostello sulla mappa e dopo aver salutato il nuovo amico i Wizards of Mickey ripartono per il loro viaggio stavolta in cerca di Macchia Nera mentre nel frattempo il loro acerrimo nemico ha il suo primo incontro con Trudy al quale chiede di diventare sua alleata promettendogli una parte del Nuovo Mondo da dominare.

### Il regno di sotto (prima parte)(2805)
La grande guerra per la conquista del nuovo mondo ha inizio e numerosi posti del mondo vengono presi d'assalto dall'armata del diabolico Macchia Nera, che ha radunato un numeroso esercito di alleati. Trudy ha sacrificato la sua leonessa, in cambio della fiducia di Macchia Nera, che è servita per potenziare la fiamma nera in modo da consentire ai Ghouler di poter combattere anche in pieno giorno. Al castello dello Stregone Supremo, Nereus ha radunato numerosi maghi per spiegargli quello che sta per accadere qualora non fermassero Macchia Nera ma il drago geko Gyko, ora prezioso alleato, racconta di aver sentito che i Ghouler non sono a conoscenza che prendono ordini da chi li ha un tempo traditi e Topolino decide di sfruttare tutto ciò a proprio vantaggio chiedendo al Maestro Nereus di accompagnarlo nella cella nel quale è custodito il Dimenticato, l'ex capo tribù dei Ghouler che fu catturato proprio dal Signore degli Inganni. Intanto i Black Phantom hanno preso di mira il Castello di Re Paperone che fa spedire subito una lettera di richiesta d'aiuto a suo nipote mentre Topolino, Minni e il maestro Nereus raggiungono la cella in cui è custodito il Dimenticato. Arrivata a destinazione il messaggio da parte di Re Paperone per suo nipote Paperino non ha nessuna intenzione di aiutare lo zio che lo sfrutta solo quando gli fa comodo senza ricevere nulla in cambio. Topolino e Minni riescono a barattare la libertà del Dimenticato, nonché la sua personale vendetta verso colui che l'ha imprigionato, in cambio dell'esatta ubicazione dell'entrata per il regno di sotto.

### Il regno di sotto (seconda parte)(2805)
A bordo del Drago di Ferro Paperino e Pippo comunicano a Topolino che non prenderanno parte a questa battaglia poiché le loro famiglie chiedono il loro aiuto per le battaglie che si stanno susseguendo e decideranno di raggiungerli e sarà Minni a seguire Topolino nel regno di sotto per la battaglia finale accompagnati dal Dimenticato pronto a vendicarsi. Al loro ingresso nel regno di sotto numerosi Ghouler sono pronti ad attaccarli, ma verranno respinti tutti usando il potere dei Diamagic fino ad arrivare al cospetto di Macchia Nera. Il Dimenticato prova a convincere il suo popolo che stanno pigliando ordini da colui che un tempo li ha ingannati, ma i Ghouler non credono al Dimenticato finché Topolino con l'utilizzo del Diamagic della verità non riporta Macchia Nera al suo vero aspetto convincendo tutti i Ghouler a non ubbidirgli più. Minni invece libera la leonessa incatenata alla fiamma nera facendo perdere a Trudy e i Black Phantom, che si trova a Castello di Re Paperone, il potere dei cento leoni guardiani. Con la sconfitta di Macchia Nera i conflitti iniziano a cessare riportando pian piano la situazione alla normalità. Topolino convince il Dimenticato, inizialmente intenzionato a divorarlo, a consegnarglielo in modo da imprigionarlo nella stessa cella in cui ha vissuto lui per anni. Risaliti in superficie giunge accompagnato dal Maestro Nereus, Paperoga che si unirà a Topolino, su richiesta del povero Paperino rimasto al castello di Paperone per lucidare le monete dello zione come punizione per essere arrivato tardi a difesa del castello, per unirsi a lui nel viaggio a cui prenderà parte anche Minni, in sostituzione di Pippo anche lui rimasto con la famiglia, formando i Nuovi Wizards of Mickey.

## Wizards of Mickey V - Lemuria

### Gli abitatori del buio(2909)
È notte e al Castello Deposito di Re Paperone mentre tutti dormono i Talporchi, capeggiati dal loro grande capo, si stanno preparando al saccheggio del castello. Arrivati però nella stanza del tesoro i Talporchi devono vedersela con Paperino, rimasto sveglio a lucidare le monete di suo zio, che da subito l'allarme svegliando Paperone. Nonostante i tentativi del Re di difendere il suo amato oro i talporchi riescono a fuggire via col bottino grazie all'aiuto di un talporco gigantesco e alla magia a scoppio ritardato di Paperino che ha finito per provocare soltanto ulteriori disastri. Paperino spaventato dalle possibili reazioni dello zio decide di partire assieme a Fafnir a recuperare l'oro rubato chiedendo l'aiuto di Topolino. Così dopo una rapida spiegazione Topolino accetta volentieri di aiutare l'amico e va via con lui, lasciando Minni e Paperoga a castello, in direzione delle lande Ignee per cercare aiuto dai Formicotteri, esploratori del sottosuolo che conoscono bene le gallerie dove potrebbero nascondersi i Talporchi. Durante il viaggio vengono attaccati da un misterioso gruppo di Pipistrellorchi ribelli, che cercano di spodestare Re Raskan, e che si sono alleati coi Talporchi, ma vengono salvati da Zefren, Zaius e Zoron e da Pippo a bordo del Drago di Ferro che si uniscono anche loro al recupero dell'oro rubato. Alla città formicaio Topolino, Paperino e Pippo vengono accolti molto bene dalla regina dei Formicotteri, che ha già sentito parlare di loro e delle loro eroiche gesta e che accetta di aiutarli mettendogli a disposizione un gruppetto dei suoi guerrieri a fargli da guida tra gli intricati cunicoli. La regina chiede inoltre di lasciare fuori i tre Draghi del Team Magma Fire, poiché le loro dimensioni potrebbero far crollare tutto. Facendosi strada grazie ai Formicotteri ed evitando i numerosi pericoli all'interno del labirinto con qualche piccolo aiuto riescono a trovare il nascondiglio dei Talporchi. Notando dei condotti di aerazione che giungono fino in superficie Topolino ricorda di quando a Miceland i contadini scacciavano le talpe usando vapori allo zolfo e grazie a un'idea di Pippo si ricordano di avere a disposizione l'aiuto dei loro amici Draghi che posseggono un respiro solforoso. Così i Draghi iniziano a soffiare nei condotti facendo fuggire tutti i Talporchi in superficie dove ad attenderli ci sono Zefren, Zaius e Zoron che li sistemano una volta per tutte, mentre di sotto i Wizards of Mickey affrontano il loro capo e il suo Talporco gigante. Quando tutto sembra essere andato per il verso giusto uno starnuto di Fafnir brucia il Talporco gigante che si rivela essere un misterioso guerriero di ferro che sembra però non rispondere più agli ordini del capo dei Talporchi e che fugge via da solo giurando vendetta verso i Draghi. I tre draghi del Team Magma Fire rivelano a Topolino che si tratta di una cosa che i Draghi avrebbero voluto dimenticare per sempre cioè la più grande minaccia che potevano scatenare nel mondo: i Guerrieri di Ferro di Lemuria.

### La città delle macchine(2910)
Dopo aver appreso dai loro amici Draghi dell'origine dei Guerrieri di Ferro, i Wizards of Mickey decidono di interrogare Peocho Pelolordo, capo dei Talporchi, per saperne di più su quel guardiano che pigliava ordini da lui e che ora è volato via giurando vendetta verso i Draghi. Minacciato dal fuoco di Fafnir, il Talporco confessa di avere trovato un guardiano malmesso in una grotta e, vedendo che rispondeva ai suoi ordini, decise di portarlo al villaggio camuffandolo da Talporco per utilizzarlo durante le razzie notturne nei castelli finché con l'ultima battaglia avvenuta coi Wizards of Mickey non è andato in tilt. Zefren, che non è stupito nel sentire ciò, decide di raccontare ai suoi amici un triste evento del passato. Secoli or sono, ai tempi della grande guerra dell'era antica, la battaglia tra i Draghi e i Pipistrellorchi stava per volgere a favore dei Pipistrellorchi e così l'antenato del drago ingegnere Draco Ala-ferrata fabbricò, nella città di Lemuria, dei soldati meccanici che combattessero al fianco dei Draghi. Questi soldati erano spietati e con una forza distruttiva immensa e consentirono ai Draghi di vincere la guerra ma i Guerrieri di Ferro di Lemuria volevano continuare a combattere così Ormen convinse il consiglio dei Draghi a sbarazzarsi dei guerrieri, diventati parecchio instabili, conducendoli a Lemuria dove furono sigillati in città condannandoli all'eterno oblio. Avendo capito che le intenzioni del Guerriero di Ferro è quella di risvegliare i suoi compagni di battaglia visto il pericolo imminente che potrebbe abbattersi Zefren decide di scortare i Wizards of Mickey fino a Lemuria sperando di arrivare prima del guardiano. Prima di raggiungere Lemuria è però necessario recuperare la Mappa del Dedalo, utile per districarsi nei lunghi cunicoli della città. La mappa è però protetta, per evitare di finire in mani sbagliate, da un Guardiano di Pietra che riconosce chiunque non sia un Drago e da un Guardiano che riconosce chiunque sia un Drago. Le due difese però vengono facilmente superate da un'abile intuizione di Topolino, che riesce a confondere i guardiani travestendosi assieme ai suoi amici proprio da Drago. Recuperata la pergamena con la mappa i Wizards of Mickey sono pronti a partire a bordo del Drago di Ferro in direzione Lemuria accompagnati stavolta da due dei migliori draghi guerrieri: Krotalus e Nybilus. Intanto il guardiano, che li ha già preceduti, sta iniziando a riattivare tutti i suoi fratelli guardiani. Topolino, giunto sul luogo, dopo aver visto la situazione pensa che il modo migliore per fermarli sia di togliere loro energia distruggendo la turbina che produce elettricità tramite il fiume. I Wizards of Mickey vengono però interrotti da una squadriglia di Pipistrellorchi, che credono che i Guerrieri di Ferro siano di nuovo dalla parte dei Draghi e che Topolino voglia scatenare una nuova guerra tra loro e i Draghi. Dopo un po' di spiegazioni i Pipistrellorchi si convincono a collaborare e svelano di aver agito per il bene del loro Re poiché un informatore segreto lo aveva avvertito che qualcuno stava per risvegliare i Guardiani e vedendo Krotalus e i Wizards of Mickey vicino alla turbina credevano che li stessero riattivando. A causa di queste incomprensioni intanto i Guerrieri di Ferro sono scappati giungendo fino a Dragavar, dove ha inizio la loro vendetta attaccando la capitale dei Draghi. Krotalus e i Wizards of Mickey tornano quindi indietro per aiutare e una volta arrivati costatano che le cose si stanno mettendo davvero male per Dragavar. Paperino è piuttosto perplesso su come capovolgere la situazione, ma Topolino lo rassicura avendo in mente un piano per fermarli.

### Il cuore di Albion(2911)
La battaglia tra i Draghi e i Guerrieri di Ferro è in corso ma Topolino ha un piano per porre fine alla guerra. Vedendoli volare via a bordo del Drago di Ferro Krotalus deluso nel vederli andar via pensa che i Wizards of Mickey se la siano filando via per paura ma Zefren gli spiega che stanno solo andando in cerca di un rimedio e che quella che stanno combattendo e soltanto la loro guerra e devono combattere cercando di rimediare ai loro errori fatti in passato. Sul Drago di Ferro Topolino spiega ai suoi amici che la loro direzione è il Deserto dei Passi Perduti alla ricerca di Albion, un mago appartenente alla confraternita degli stregoni erranti: dei maghi che costruiscono la loro dimora sopra giganteschi animali. Così con l'aiuto di alcuni fischietti, ideati da Pippo, che riproducono versi animali riescono, dopo alcuni tentativi non riusciti, con l'aiuto di una foglia di lattuga, ingrandita con la magia, ad attirare la Tartaruga Gigante sul cui dorso e situato il Castello di Albion. Intanto a Dragavar, su richiesta di Topolino, Fafnir è alla ricerca di qualcosa nella stanza dei Draghi Guerrieri. Saliti finalmente a bordo del Castello Topolino decide di raccontare ai suoi amici la storia del mago Albion. Anni fa Albion costruì un maggiordomo robotico per aiutarlo negli esperimenti, ma ben presto il maggiordomo divenne di più che un piccolo aiutante: si trasformò in un amico fidato. Il robot era però molto triste non potendo ricambiare i sentimenti dell'amico fidato poiché non possedeva un cuore e così Albion decise di fabbricargliene uno in metallo. Una terribile notte, purtroppo, tre predoni assalirono il castello per depredarlo ma furono fermati dal robot anche se un dei predoni fece in tempo a sparare un colpo di fiamma acida contro Albion. Il robot, ora con dei sentimenti grazie al cuore donatogli, fece scudo all'amico con il suo corpo finendo distrutto. Albion triste e affranto decise di non costruire un altro robot e conservare il cuore dell'amico in uno scrigno. Subito dopo la fine del racconto il mago Albion fa la sua comparsa e credendo che i Wizards of Mickey siano delle minacce richiama in sua difesa i guerrieri dell'arazzo per fermarli non appena sente dalle parole di Topolino di essere l'allievo di Nereus, un tempo suo vecchio compagno di scuola della magia. Topolino spiega la situazione ad Albion dicendogli che gli serve il cuore in metallo che lui possiede e il mago accetta, ma solo alla condizione che Topolino resti lì a fargli da servitore. Paperino e Pippo, che sanno quanto Topolino sia necessario per la riuscita del piano, si offrono al suo posto, ma con loro stupore il mago li lascia andare tutti e tre poiché hanno dimostrato di essere legati alla vera amicizia, un po' come lo erano lui e il suo servitore robotico. Prima di tornare a Dragavar i Wizards of Mickey recuperano la turbina che alimenta i Guerrieri di Ferro sperando di riuscirla a collegare con il cuore in metallo grazie all'aiuto del Drago ingegnere Draco Ala-ferrata. Arrivati alla capitale i Wizards of Mickey e il Drago Ingegnere si mettono subito all'opera, ma gli attacchi dei Guerrieri di Ferro continuano a essere incessanti. In aiuto dei Draghi arrivano però appena in tempo i Pipistrellorchi guidati dal valoroso Re Raskan intenzionato a mantenere fede all'alleanza fatta coi Draghi in segno di pace, a causa della loro eterna rivalità. Così Topolino riesce a installare il cuore di metallo di Albion all'interno della turbina donando un cuore ai Guerrieri di Ferro che cessano finalmente tutte le ostilità. Ora che i Guerrieri si sono fermati, il drago Krotalus è intenzionato a dargli il colpo di grazia ma viene fermato da Zefren che tenta di spiegargli invano che i Guerrieri di Ferro sono ora loro amici e che li aiuteranno nella ricostruzione della città. Topolino ha però capito le vere intenzioni del drago giallo e decide di smascherare il subdolo piano di Krotalus. Fafnir ha trovato ciò che gli aveva chiesto di cercare Topolino: un travestimento da Pipistrellorco ribelle. Krotalus voleva scatenare la furia dei loro antichi rivali per potere poi guidare l'esercito di Draghi contro di loro diventando comandante supremo a fine battaglia, dopo aver vinto, spodestando il saggio Zefren. Con il ritrovamento dei guardiani di ferro avrebbe potuto accelerare lo scoppio della rivolta e proprio questo il drago si affrettato ad avvisare i Pipistrellorchi del risveglio dei Guerrieri di Ferro per fargli credere che i Draghi volessero usarli ancora una volta contro il Re Raskan. Topolino rivela inoltre al Drago di aver sospettato di lui quando i Pipistrellorchi li hanno attaccati a Lemuria quando solo loro possedevano la mappa della città. Zefren condanna Krotalus togliendogli i poteri per aver disonorato la loro razza e Paperino gli propone di affidarlo a suo cugino Paperoga per il suo circo. I Wizards of Mickey sono pronti a ripartire, ognuno per la sua strada, promettendosi di ritrovarsi alla prossima volta che ce ne sarà bisogno.

## Wizards of Mickey VI - Legacy

### L'armata della notte(3017)
Era il tempo delle leggende, dei maghi e degli eroi. Eroi come i Wizards of Mickey le cui gloriose gesta iniziano a riecheggiare nei canti dei bardi alle corti dei sovrani giungendo di città in città compresi gli anfratti più oscuri delle terre ostili rendendo le popolazioni più serene. Durante una previsione in cui Clarabella prova ad aiutare l'amica Brigitta a risolvere la questione se Re Paperone si possa mai innamorare di lei vede nella sua sfera il volto del Signore degli Inganni ma dimenticherà la previsione poco dopo. I Wizards of Mickey si trovano presso una locanda sotto mentite spoglie per raccogliere informazioni e avvisaglie di pericoli incombenti. Alla locanda si presenta un Troll che però non ha cattive intenzione ma porta la notizia del matrimonio di due blasonati di Nitgard, una città vicina, invitando i presenti al matrimonio. I Wizards of Mickey non interessati e sicuri che in quel luogo non ce nessun pericolo in vista vanno via. Intanto i Black Phantom e Trudy sono in fuga, dopo essere evasi di prigioni, con alle calcagna le guardie reali di Re Paperone. Piuttosto stanchi, visto anche l'enorme palla incantata al piede come catena, si fermano a riposare nella Foresta di Selvacenere, uno degli ultimi Malaluoghi (Luoghi ostili che favoriscono la magia oscura) rimasti, invitati da un Truffamago che li scorta all'interno della foresta, dove hanno preso dimora anche altri latitanti, e li libera dalla palla incatenata usando delle lacrime di coccodrillo, uno dei suoi trucchetti da Truffamago. Stanchi di essere bistrattati così Trudy fonda assieme ai Black Phantom e ai loschi truffatori presenti nella selva la banda della notte di cui tutti dovranno avere paura mentre nel frattempo Unos, Secundos e Terzius si sentono osservati. A molte leghe di distanza nel Castello dello Stregone Supremo i Wizards of Mickey apprendono dal saggio Maestro Nereus che qualche insidia è in agguato. Il mattino dopo alcune persone che si stanno dirigendo verso Nitgard vengono assalite dalla Banda della Notte che vengono però colti di sorpresa dai Wizards of Mickey, che si erano nascosti, che li mettono in fuga verso la selva. I Wizards of Mickey decidono di seguirli per fermarli una volta per tutte ma dopo aver attraversato la grotta cadono giù da un dirupo restando attaccati a un'enorme ragnatela, e perdendo i bordoni magici, al cui interno sono rimasti intrappolati anche i membri della Banda della Notte. Un mostruoso Ragno Tessitore inizia a tessere un grosso mantello nero avvolgendo Gambadilegno che inizia a sentire il desiderio di voler dominare il mondo. A sua volta senza più nessun controllo inizia a ricoprire con altri mantelli gli altri membri presenti finché non arriva il turno di ricoprire anche i Wizards of Mickey che si salvano solo grazie al fuoco di Fafnir che brucia la ragnatela e li fa precipitare in uno strano covo. Topolino intuisce subito che si tratta di uno dei laboratori magici di Macchia Nera capendo che quel ragno tessitore è stato stregato dal perfido Signore degli Inganni per produrre la stoffa magica in grado a chiunque la indossi di condividere i suoi nefasti scopi. Il ragno li attacca poco dopo ma Topolino, che ha già pensato a come battere la creatura, chiede a Paperino di pronunciare la magia oscura trovata nel laboratorio che una volta pronunciata fa tornare il Ragnetto amichevole, visto che stranamente stavolta le magie di Paperino non funzionano a scoppio ritardato ma invertite. A Nitgard la situazione sta precipitando visto che La banda della Notte ha già convertito buona parte della gente presente ma grazie all'intervento dei Wizards of Mickey, che hanno fermato il ragno tessitore, il potere dei mantelli oscuri svanisce liberando tutti gli abitanti che si scagliano feroci contro la banda della notte. A castello Nereus si domanda se Macchia Nera conosca l'imperfezione della sua magia ma continuando a non fidarsi della situazione attuale raccomanda a Topolino di non abbassare la guardia.

### I custodi della memoria(3018)
Sono giorni di pace grazie alle gesta compiute dai Wizards of Mickey, ma i sinistri progetti magici di un nemico sconfitto e imprigionato suggeriscono di non abbassare la guardia. Il Team Sventura sta progettando nuovi modi per terrorizzare la contea di Solfotorbiera attraverso l'uso di fantocci dalle sembianze dei Bworg, di cui i contadini della contea sono terrorizzati, sperando di farsi un bel bottino una volta che si sarà sbarazzato di loro. Gli ingredienti per la pozione magica sono però finiti a causa degli esperimenti di Neraja per ritrasformare il suo amato Fenris in umano, e di Garma che cerca di tornare bella come un tempo. Le due streghe, che non hanno voglia di andare nella palude a fare rifornimento, spingono Amelia ad andare alla palude esasperandola e cercando di farla sentire in colpa per non avergli svelato mai nulla del suo passato. Lì Amelia entra in contatto con una creatura simile a un Bworg, in realtà un semplice guardiano, che le svela che era in sua attesa per farla emergere dall'ombra donandole il potere dei custodi della memoria. Il giorno seguente al Castello dello Stregone Supremo Il Team Luna Diamante assieme a Nereus, Archimede, Edi e Pico De Paperis stanno catalogando montagne di libri mentre Topolino e Pippo tentano di svegliare Paperino che preferisce poltrire, finché non sarà costretto ad alzarsi di soprassalto dopo l'arrivo chiassoso di Fafnir e Kiki che, come al solito, s'inseguono per tutto il castello. Al castello sopraggiungono anche Turbo, che porta cattive notizie provenienti dalla contea della Solfotorbiera, e Fenris, il lupo di Neraja, con una richiesta d'aiuto da parte di Garma e Neraja per le streghe della Luna Diamante. Prima di partire, Paperina spiega ai Wizards of Mickey che si tratta di un'emergenza causata da Amelia, la quale sta conducendo un terribile sortilegio nelle pozze fetide delle Solfotorbiere, e che della questione si possono occupare solo loro poiché il tutto richiede un po' di tatto femminile. I Wizards of Mickey decidono però di andare lo stesso anche loro e, raggiunta la contea, vicino a una pozza vengono attaccati da tre Bworg. Durante la battaglia si accorgono che anche i loro avversari riescono a padroneggiare l'uso dei Doomspider. A un tratto dalle strane creature fangose fuoriescono le ragazze della Luna Diamante e, dopo un attimo di smarrimento, i tre capiscono che i team si vedevano reciprocamente come Bworg da battere. Amelia svela loro che erano vittime delle sue illusioni favorite dalle loro continue discordie e che la magia è stata spezzata solo grazie ai dubbi di Clarabella. Rivela inoltre che il suo piano sta per concludersi una volta che si sarà vendicata dei Claxani, il popolo che abita la contea, che l'hanno sempre snobbata e dimenticata. Amelia decide quindi di raccontare di più del suo passato e di quello che è accaduto il giorno prima. Quando la malvagia Amelia decise di cambiare aria a causa del suo scarso apprezzamento tra la gente, che non la riteneva utile al villaggio, credette aver trovato un amico in Jasper, il quale le ispirò l'idea di diventare una brava strega per poter proteggere il villaggio dai Bworg. La ragazza riprese a nutrire fiducia in sé stessa, convinta che Jasper la sostenesse. Jasper però sparì misteriosamente dalla sua vita, facendo crollare le sue speranze. Molto arrabbiata, Amelia decise di non iscriversi più l'accademia di stregoneria e di apprendere la magia oscura da sola. Nella sua nuova caverna Amelia studiò l'uso della magia attraverso gli oggetti, apprendendo che alcuni di loro si legano tanto al loro possessore da assorbirne la personalità e ricordarlo, e che questi sono chiamati custodi della memoria. Amelia pensò di estrarre ricchezza dagli oggetti di Paperone con un potente sortilegio, ma dopo i numerosi fallimenti ripiegò in un apprendistato nel Team Sventura. Il giorno in cui Amelia è stata mandata nella palude dalle sue colleghe alla ricerca di ingredienti magici per fare rifornimento, trova uno scrigno contenente gli oggetti di Macchia Nera che racchiudono il suo potere oscuro. Decide così, grazie ai nuovi poteri, di puntare al domino totale. Finito il racconto, Amelia scaglia il suo potente incantesimo che imprigiona in una sfera di cristallo i Wizards of Mickey e la Luna Diamante e crea un esercito dei mostruosi Bworg per terrorizzare la popolazione. Mentre è prigioniera, Minni rivela ad Amelia che il suo compito era quello di tenerla impegnata aspettando che Garma e Neraja cercassero qualcuno in grado di farle cambiare idea. Le due streghe ritrovano Jasper che racconta ad Amelia di non essere andato più a trovarla a causa di alcuni inconvenienti dovute alle sue invenzioni e facendole cambiare idea. Contenta e pentita, Amelia prova a spezzare il sortilegio. Ma i Bworg, che non sono illusioni come lei crede, vengono fermati dalla magia congiunta dei Wizards of Mickey e della Luna Diamante, che riporta la tranquillità nel villaggio. Amelia si domanda come facesse il guardiano che le ha donato lo scrigno a conoscerla, Topolino pensa a quali trame abbia lasciato ancora in sospeso il Signore degli Inganni, sapendo però che, nonostante le piccole discordie, quando si presenteranno le prime difficoltà, ci saranno sempre gli amici ad aiutarlo.

### Il vessillo ancestrale(3019)
Paperoga si trova nella palude di Deltalacustre, un Malaluogo, alla ricerca di terrificanti bestioni zannuti e mordaci adatti al suo circo dei mostri quando si imbatte in Ydros che accetta subito la proposta di seguire Paperoga, ed esibirsi nel suo spettacolo, dopo aver sentito che si esibirà alla prova glaciale dei Draghi. Intanto i Wizards of Mickey sono arrivati, assieme al Team Magma Fire Zefren, Zaius e Zoron, a Drakenyon, su invito dei tre nobili Draghi per assistere alla prova glaciale. Prima che la prova ha inizio Zefren racconta di quando un tempo in questo luogo tutti i Draghi erano guidati da un unico grande Re. Al suo ritiro però le cinque diverse stirpi non riuscirono a trovare un accordo per eleggerne uno nuovo e a causa di questa situazione il vessillo che riuniva tutte e cinque le stirpi divampò. Prima di morire il vecchio Re profetizzò le numerose guerre che avrebbero afflitto la loro popolazione e che solo la fiamma ardebrina di un nuovo sovrano saggio e giusto sarebbe stata in grado di estinguere la fiamma sul vessillo. Nessuno però fino a oggi è mai riuscito nell'impresa. Zefren continua poi a spiegare che nella giornata odierna i campioni delle stirpi di Scagliescudo, Fendgrinfie, Alamanta e Vampabizza tenteranno nell'antica impresa della prova glaciale per decretare una nuova regina o un nuovo re. Dagli spalti Zaius avvista un Viperno, l'ultima delle cinque grandi stirpi, e nel vederlo sembra piuttosto sorpreso poiché pensava che fossero spariti del tutto. I Viperni furono banditi secoli or sono dal loro popolo per aver imbrogliato durante la prova glaciale dopo essere scoperti a usare magia oscura, banditi dai cieli persero le ali e le fiamme e nonostante chiesero più volte una riconciliazione non furono mai più riaccolti. Tutti i draghi, alla vista del Viperno, si scagliano contro di lui che sviene dopo aver spento il vessillo con la sua fiamma glaciale. Mentre è a terra svenuto sul collo di Ydros appare il simbolo di Macchia Nera cosa che fa confermare i dubbi dei Draghi contro i Viperni che alla vista del simbolo sono convinti che Ydros continui a usare magia oscura. Lady Emerald prova a fare ragionare tutti, concedendo a Ydros il beneficio del dubbio, e decide di ascoltare le richieste di Topolino che non fidandosi degli intrighi di Macchia Nera decide di dirigersi sulle terre di Deltalucustre, dove Paperoga ha trovato Ydros, per raccogliere prove e informazioni. Con il Drago di Ferro Topolino, Pippo e Paperoga si addentrano negli abissi del mare di Samarra dopo aver intercettato strani suoni provenire dai fondali. Attraverso un'apparecchiatura installata nel drago di ferro sottomarino riescono a tradurre gli strani suoni e intercettare l'esercito dei Viperni e un messaggio da parte del perfido luogotenente Tritor. Tritor decide di svelare alla sua razza, che si domanda il motivo dell'assenza di Re Ydros, il perché il loro re non si trovi lì con loro. Re Ydros, che nutriva grandi speranza per la sua stirpe decise di condurre tutti i viperni nelle terre di deltalacustre convincendosi che avrebbero potuto trovare una nuova dimora in quelle acque e dominarle come un tempo fecero coi cieli. Un giorno però incontrò un'ombra, Macchia Nera, che gli propose un'alleanza offrendogli il Diamagic della pioggia. Afferrando il Diamagic Ydros vide subito la possibilità di vendicarsi dei Draghi con un'inondazione ma, seppur tentato, rifiutò cacciando via il Signore degli Inganni poiché era il tempo di chiudere col passato e prosperare in un regno tutto nuovo. Tritor rivela anche che qualche giorno fa Ydros ha acquistato la fiamma ardebrina e seppur dubbioso ha deciso di affrontare la prova glaciale approfittando dello strano incontro con Paperoga. Tritor piuttosto propenso alla vendetta invoca il popolo alla rivolta contro i Draghi qualora Ydros non dovesse tornare. Topolino dopo aver ascoltato il racconto è sicuro che il Diamagic donato a Ydros dal Signore degli Inganni non sia quello della pioggia, ma un altro mentre intanto riceve una chiamata da Paperino che gli comunica che i Draghi sono certi che il potere della fiamma ardebrina usata da Ydros sia finta e che si stanno iniziando a infuriare. La conversazione viene però udita anche dai viperni che catturano Topolino, Pippo e Paperoga che si riescono a liberare facendo perdere fiato alla guardia viperna che è costretta a risalire in superficie per prendere aria. A Drakenyon, Tritor e il suo esercito si sta già scontrando coi Draghi, i viperni sembrano però piuttosto svantaggiati nello scontro anche se i Draghi arrancano a causa del temporale. Lady Emerald vuole invece seguire i consigli dategli da Paperino di cercare sempre un'altra alternativa e decide di provare a spegnere il vessillo ancestrale con la sua fiamma ardebrina riuscendoci. Diviene così la regina dei Draghi scegliendo la fratellanza per tutto il suo popolo. I Viperni sono piuttosto arrabbiati per essere stati soggiogati da Macchia Nera ma grazie alla nuova regina possono ora tornare a vivere coi loro simili. Paperoga e i Wizards of Mickey sono pronti a ripartire sapendo che gli intrighi del loro terribile nemico non sono finite e che dietro l'angolo potrebbero aspettargli prove ben più peggiori di quelle appena affrontate.

### Il padrone della magia(3020)
Un vento di pace soffiava nei regni magici grazie alle gesta dei Wizards of Mickey eppure seppur sconfitto da tempo il malvagio Signore degli Inganni aveva lasciato alle sue spalle una fosca eredità. I suoi progetti, i suoi averi e la sua pessima reputazione portarono nuove ostilità e ora al suonar dell'allarme al Castello dello Stregone Supremo anche i suoi debitori iniziano a insorgere pur di riavere il loro denaro. In tutti i regni il simbolo di Macchia Nera inizia a comparire e i Wizards of Mickey assieme al Maestro Nereus decidono di riunirsi con il savio consiglio degli Stregoni Decani, coloro che fermarono l'avanzata del mare al tempo in cui il cataclisma magico plasmò il nuovo mondo e che imprigionarono Macchia Nera con il sonno a bordo di una nave. Sulla nave il consiglio cerca una soluzione per fermare gli intrighi lasciati in sospeso da Macchia Nera e Nereus pensa che la migliore soluzione sia un incantesimo di redenzione che consiste nel far compiere al Signore degli Inganni un gesto buono e altruista che spezzerebbe il legame con le sue azioni malvagie. Secondo altri maghi del consiglio però l'unica cosa giusta da fare ed esiliare il mago oscuro sulla cometa delle onde, un'isola fantasma che appare ogni lustro ai confini dell'oceano per poi sparire di nuovo. Nonostante non approvi la scelta fatta dagli altri Decani Nereus accetta quanto detto dalla maggioranza del consiglio di esiliare Macchia Nera. Dopo aver risvegliato il prigioniero dal sonno quiescente la nave è pronta a salpare verso Tempestonda, il luogo in cui apparirà l'isola misteriosa, con a bordo i soli Wizards of Mickey. La navigata si fa piuttosto turbolenta all'avvicinarsi della meta e Macchia Nera, dalla sua cella, si ritiene piuttosto soddisfatto poiché a suo dire questa natura ostile non farà altro che rafforzare la magia oscura del suo piano. Svela anche che dopo la sua ennesima sconfitta iniziò a studiare la storia del mondo magico osservando con attenzione i suoi abitanti per carpire ogni goccia di sapere e nuove nozioni sui poteri degli elfi, sulle magie antiche che governavano ogni cosa e su come manipolare i Diamagic per ottenere malefici, finché un giorno non si rese conto che il più grande potere è quello che non ne teme altri. Così progettò alcuni esperimenti, lasciandoli in alcuni Malaluoghi, programmandoli per attivarsi in tempo di pace manipolando le menti ambigue in cerca di rivalsa fornendogli i mezzi per generare nuovi conflitti, caos e paura in modo da riunire i più grandi stregoni per risolvere l'emergenza in modo da sottrargli le loro potenti magie di risveglio. Più potente che mai Macchia Nera rievoca dagli abissi gli Scheletri degli Antichi Titani, sperando di averli al suo comando, che una volta risorti iniziano a provocare parecchio caos nei vari regni. Neanche la magia dei doomspider riesce a fermare la supremazia degli Scheletri degli Antichi Titani che un tempo popolavano il pianeta, ma all'improvviso ecco spuntare la cometa delle onde, la destinazione del luogo d'esilio di Macchia Nera. A separarli dall'isola c'è soltanto un grosso titano che sta attaccando la nave, ma Topolino è intenzionato a superare l'ostacolo lanciando la nave a tutta velocità verso l'isola anche se questo significherebbe rimanere intrappolato là anche lui. Paperino e Pippo decidono di restare anche loro ad aiutare l'amico e tutto ciò innervosisce un po' Macchia Nera, che pensa che il coraggio che alberga nei cuori dei Wizards of Mickey e la loro amicizia e la causa dei suoi innumerevoli fallimenti. Il Signore degli Inganni si accorge, mentre la nave affonda, che gli Scheletri degli Antichi Titani non gli ubbidiscono affatto e che seguono solo antichi istinti primordiali. Spaventato che i mostri possano distruggere tutto ciò che è stato creato dopo la loro scomparsa decide di compiere un gesto eroico raggiungendo l'isola dell'esilio scomparendo con essa. Con il suo esilio ogni sua malefatta cessa di esistere e gli antichi titani si dissolvono nel nulla. I Wizards of Mickey fanno rotta verso casa a bordo di un doomspider appena evocato dove li attende una grande festa in compagnia di molti amici.

## Storie della seconda serie

### Mondimontagne(3124)
I Wizards of Mickey sono stati inviati dal Maestro Nereus nelle brughiere del nord per controllare delle vibrazioni provenienti da qualche fonte magica e prevenire eventuali pericoli. Il volo a bordo del Drago di ferro procede bene finché delle montagne non sbucano dal nulla e un vortice tempestoso fa precipitare i Wizards of Mickey costringendoli ad abbandonare il loro mezzo di trasporto lanciandosi fuori da esso. In caduta libera vengono afferrati da un Grifone, Grifonibbio, che sottrae loro i bordoni magici e li porta al cospetto dei suoi padroni: dei nani del clan dei canuti. I nani si dimostrano un po' diffidenti nei confronti dei Wizards of Mickey e dei maghi in generale definendoli irrispettosi e avidi di potere ma sentendo che loro sono stati mandati dal nobile Nereus decidono di fidarsi di loro rivelandogli che il misterioso potere che cercano potrebbe celarsi in profondità delle loro terre e che la sua smaniosa ricerca potrebbe far crollare le montagne. I Canuti raccontano anche del loro legame con le rocce e della loro arte nel plasmarla e che un tempo i loro quattro clan vivevano tutti assieme in mezzo agli altri popoli finché il sapere magico non si diffuse e si iniziarono a creare sfide per il potere. Fu allora che i nani emigrarono verso nuove terre, nonostante il Maestro Nereus provò a convincerli che gli stregoni potessero migliorare, fino a giungere a mondimontagne, alture ricchissime secondo il nano Mangur, dove avrebbero potuto trovare ogni tipo di materiale: dal più comune al più raro. Dopo il racconto un terremoto scuote la terra e i canuti indirizzano i Wizards of Mickey verso il prossimo clan dei nani poiché il tempo stringe. Pippo ripara il meccanismo bloccato che condurrà i Wizards of Mickey dai Nani Bruni mentre Paperino ottiene un bel bernoccolo come segno lascia passare per il prossimo clan. Atterrati su una valle piena di neve i Wizards of Mickey vengono presto accolti dai Nani Bruni che dopo aver notato il lascia passare datogli dai Nani Canuti li scortano con i loro Muschyak da slitta alla prossima meta. Nel tragitto il Nano Bruno svela ai Wizards of Mickey che quando arrivarono su mondi montagne lo scoprirono dominato da una creatura colossale e in collera: Terraxus. Il Terraxus, creatura elementale, era capace di muoversi nella roccia traendone energia ma costretto a rimanervi sempre legato e perciò infuriato. I nani sarebbero voluto fuggire, ma lo scaltro Mangur aveva altri piani per il suo popolo e dopo aver costruito una macchina volante attirò la creatura fuori dalla valle mentre altri nani, al suo comando, calibrarono l’esplosione di un ghiaccio che travolse l'elementale spezzandone così il contatto roccioso e ibernandolo. Eliminato il pericolo tutti seguirono Mangur nelle miniere scavando e arricchendosi, ma quando egli non volle fermarsi scoppiò il dissenso che portò alla divisione dei clan anche se tutto ciò non fermò Mangur che continuò nei suoi scavi. Altre scosse continuano a scuotere mondi montagne e Burz, il nano bruno, scorta i Wizards of Mickey lungo delle grotte di ghiaccio. dove all'interno ce anche il Terraxus ibernato che rischia di risvegliarsi se i terremoti dovessero rompere la lastra di ghiaccio in cui è rinchiuso, fino a farli arrivare in zone più rigogliose e terra dei nani biondi. In questa nuova area i Wizards of Mickey si trovano ad affrontare subito dei Zannorchi, ritrovandosi presto circondati. In loro aiuto giungono però i Nani Biondi a cavallo dei loro Ponycorn che disperdono gli zannorchi facilmente. Dopo essersi presentato il Capitano Armin svela che Mangur è alla ricerca di una minuscola polvere onnipresente che trasmette il suo incanto nelle ere chiamato Aurobastro e che consentirebbe ai Nani di avere un immenso potere che li eleverebbe sopra tutti, persino ai maghi. Il capitano è piuttosto preoccupato poiché se Mangur continuerà i suoi scavi devastanti gli altri nani saranno pronti a dargli battaglia. Armin concede una possibilità a Topolino per fermare tutto prima che la battaglia si scateni facendoli scortare alle miniere da Gnorri, un’infiltrata tra i Nani Fulvi. L’infiltrazione avviene con successo e Topolino riesce a spiare i loschi piani del nano Mangur assetato di potere finché quando e pronto per cercare di fare rinsavire il nano Gnorri lo blocca rivelandosi una doppiogiochista e facendolo circondare dal suo clan. Mangur è pronto a seguire i piani di Gnorri cioè usare la magia per estrarre l'Aurabastro ma nonostante gli avvisi di Topolino che la magia è delicata i Nani Fulvi finiscono per provocare altri terremoti usando i doom spider nel modo sbagliato e finendo per liberare Terraxus. I nani terrorizzati fuggono ridando i bordoni magici ai loro legittimi proprietari che provano a combattere contro l'elementale. Topolino riesce a ottenere l'Aurabastro e a usare i suoi poteri riuscendo così a parare facilmente i colpi del Terraxus che grazie ai colpi di Topolino ottiene abbastanza energia per liberarsi dal suo vincolo roccioso. Il mostro grato protegge i Wizards of Mickey dalla caduta delle macerie e permette a Topolino di cedere il restante Aurabastro a Mondimontagne rendendola così un regno indistruttibile per tutti i nani. I nani sono pronti così a riunirsi e vivere in pace tutti assieme, ma Mangur non vuole saperne di abbandonare le miniere pronto a cercare altro Aurabastro per rendere i nani potentissimi. Gnorri decide di non seguire Mangur e tornare con il suo popolo. A missione conclusa ai Wizards of Mickey vengono donate le chiavi di mondi montagne e l’accesso alle loro fucine, i quali dopo aver riparato il Drago di Ferro sono pronti a ripartire verso la prossima avventura.

### Aurora(3176)
Il Regno dei Pippidi, terra natia di Pippo, confina con il vallo roccioso di Cintafrontiera che separa il continente occidentale a quello orientale denominato Esternia. I Pippidi scoprono che nel continente accanto sta accadendo qualcosa di strano e convocano i Wizards of Mickey, la Luna Diamante, il Team Magma Fire, il Team Yum Yum Cook, i Maghi dell'Arazzo e il Maestro Nereus per discutere su ciò che accade a Esternia. Il Team Magma Fire svela che il muro è stato eretto per separare i due continente e che secondo la leggenda uno dei primi draghi che portò la sua razza sul continente impose il divieto di attraversare il muro. Pippo comunica a tutti che un suo parente in realtà ha attraversato tale barriera anche se solo con la mente. Essi si recano quindi dallo zio di Pippo dove scoprono che grazie ai suoi viaggi mentali ha potuto visitare Esternia e scoprirne la storia. Il continente orientale è sempre stato suddiviso in diversi regni che si contendevano Esternia e secondo un'antica profezia colui che riunirà tutti i popoli di Esternia per una nuova Aurora avrà il potere del dragone. Lo zio di Pippo avvisa anche che il Re Draconiere sarebbe arrivato e che ha già cominciando a riunire tutti i popoli. Appresa la storia, Topolino propone di recarsi a Esternia per stringere un'alleanza con il nuovo sovrano. I Wizards of Mickey attraversano il muro e cominciano il loro viaggio su Esternia utilizzando degli appunti fornitogli dallo zio di Pippo grazie ai quali riescono a seguire la giusta strada. Lungo il percorso s'imbattono in illusioni di antichi popoli che abitavano quel luogo finché a un certo punto del viaggio incontrano alcuni nomadi che gli rivelano di essere in fuga dalla tirannia del malvagio Re Draconiere risvegliatosi. Poco dopo vengono assaliti da predoni, che però vengono subito sconfitti dai Wizards of Mickey. I nemici si rivelano essere i Black Phantom, guidati da Trudy. Non vedendo Gambadilegno con loro, Topolino chiede cosa gli è successo scoprendo grazie alle dichiarazioni di Trudy che il Re Draconiere non è altri che Gambadilegno. Essi raccontano ai Wizards of Mickey che tempo prima avevano deciso di attraversare il muro per razziare il continente di Esternia e che giunti sul nuovo continente trovarono diverse rovine, dove erano custodite antiche armi magiche, decidendo così di intraprendere l'attività di predoni. Un giorno Gambadilegno venne risucchiato da sabbie mobili per poi riuscirne fuori in groppa a un enorme drago. Grazie al suo nuovo immenso potere Gambadilegno decide di lasciare i Black Phantom, autoproclamandosi nuovo Re Draconiere, e inizia a riunire un esercito di Ogretauri per marciare verso la capitale di Esternia, ovvero Aurora. I Wizards of Mickey giungono ad Aurora e scoprono che la città è ormai assediata dall'esercito di Gambadilegno ma tuttavia essi riescono a convincere gli ogretauri a cessare l'assedio e a riappacificarsi con tutti. I Wizards of Mickey iniziano a combattere contro Gambadilegno e il suo drago. Paperino con una balestra colpisce la coda del drago e si connette con i suoi pensieri, scoprendo che in realtà il drago non è un vero drago ma un Efreen, un'entità malvagia dai poteri oscuri liberata nelle profondità del deserto da Gambadilegno per poi stringere un patto con lui, facendolo spacciare per il Re Draconiere. Sul luogo giunge anche una strana figura di nome Ylong, un piccolo drago che rivela di essere lui il vero drago che avrebbe condotto il nuovo Re Draconiere su Esternia. Ylong dice a tutti di essere un avatar della magia composto dalla polvere di stelle incantata, quella che loro conoscono con il nome di Aurabastro, e che lo scopo della sua razza è quello di vegliare sull'universo. Racconta inoltre che quando giunse sul loro mondo lo trovò pieno di conflitti e per tal motivo eresse la barriera imponendo il divieto di attraversarla finché non fu giunto il momento di ritornare con il nuovo re che avrebbe unito tutti i popoli di Esternia in un'unica Aurora. Ylong rivela che il tempo è finalmente giunto e che spetterà ai Wizards of Mickey portare la pace a Esternia. Per far sì che tutto ciò sia possibile dona loro dei poteri mistici grazie ai quali riescono a sconfiggere l'Efreen liberando Gambadilegno dal suo giogo. Dopo aver sconfitto la creatura Aurora finalmente può regnare in pace con tutti i popoli di Esternia.

### Magicraft

#### Episodio 1 (3188)
Il mondo magico viene invaso da creature mostruose chiamate Morgrim, provenienti da una dimensione parallela che attraverso uno squarcio collega i due mondi, che guidati da tre generali denominati Nequomanti, cominciano a distruggere ogni cosa e a rubare l'energia magica esistente in ogni angolo del mondo magico. Per sconfiggere la minaccia di queste malvagie creature viene creato un enorme esercito composto da Ghouler, Pipistrellorchi, Draghi e Nani comandanti dai Cavalieri di Cristallo a sua volta guidati dai Wizards of Mickey. L'esercito alleato comincia una furente battaglia contro i Morgrim riuscendo a mettere in difficoltà il nemico, tuttavia tra i malvagi Nequomanti uno di essi ha la capacità di controllare le menti altrui e fa riaffiorare i dissapori del passato tra i comandanti dell'esercito alleato. Così facendo i Morgrim prevalgono riuscendo a sconfiggere il loro nemico e conquistando tutto il mondo magico e rubando ogni essenza di Aurabastro facendo sprofondare il mondo in rovina. I Morgrim catturano tutti gli abitanti del mondo magico e li imprigionano nella dimensione oscura. Subito dopo i Morgrim cominciano a dare la caccia ai comandanti dell'esercito alleato ritenendoli una minaccia, tuttavia il loro obiettivo principale è Topolino che dopo un duro scontro con uno dei nequomanti scompare misteriosamente. Dopo la sua scomparsa inizia così a circolare la voce tra i superstiti dell'esercito alleato che Topolino sia deceduto. Nel frattempo, Paperino e Pippo continuano l'opera iniziata dal compagno scomparso continuando a dare speranza agli abitanti del mondo magico. Un giorno mentre salvano un Orchetto Faina da due Morgrim vengono attaccati dal Nequomante Forzuto, colui che ha sconfitto Topolino, che domanda loro perché continuano a lottare nonostante Topolino sia stato sconfitto. A gran sorpresa compare Topolino sul campo di battaglia che rivela che poco prima di essere sconfitto si è rimpicciolito diventando grande come una formica, così facendo ha potuto spiare i movimenti del nemico. Dopo aver fatto fuggire il Nequomante, Topolino ufficializza il ritorno dei Wizards of Mickey promettendo di sconfiggere la potente minaccia dei Morgrim.

#### Episodio 2 (3189)
Topolino, Paperino e Pippo si riuniscono con la Luna Diamante salvandole da un attacco dei Morgrim. Dopo essersi scusato con loro, Topolino chiede alle amiche di riunire tutti i membri dei cavalieri di cristallo per annientare una volta per tutte la minaccia dei temibili Morgrim. I Wizards of Mickey decidono di varcare lo squarcio giungendo nel mondo da cui provengono i Morgrim, dove fanno la conoscenza di tre Morgrim esiliati. I tre rivelano che anche loro in passato erano cacciatori di aurabastro, ma la magia gli ha donato la capacità di pensare e hanno cominciato a pentirsi delle malefatte compiute. Decisero allora di non ascoltare più gli ordini dei nequomanti finendo per essere esiliati. Gli esiliati svelano anche che i Morgrim sono formati dall'essenza di diversi tipi di magia rubata dai multiversi e che sono guidati da un misterioso mago oscuro che si fa chiamare semplicemente il "Dominatore". Questi, circondato dai suoi più fedeli nequomanti, donò loro poteri speciali rendendoli potentissimi. L'obiettivo del Dominatore è quello di avere tutto il potere dell'aurabastro in tutti gli universi e grazie alla sua nave corazzata attraversa ogni mondo rubandone la magia. I tre Morgrim grazie alle antiche reliquie magiche che riuscirono a salvare dalla distruzione dei loro coetanei, crearono un guanto magico in grado di aprire squarci permettendo loro di viaggiare tra i mondi fuggendo dalla supremazia del Dominatore, tuttavia il potere magico del guanto non bastò e i tre rimasero ancora imprigionati. Di colpo la prigione comincia a crollare e i Wizards of Mickey sono costretti a fuggire, i tre Morgrim rimangono schiacciati dai crolli, ma, prima che accada, donano a Topolino il guanto magico. Topolino, Paperino e Pippo tornano nel loro mondo. Nel frattempo la Luna Diamante è riuscito a riunire tutti i Cavalieri di Cristallo e assieme a essi ritornano ad affrontare i Morgrim sconfiggendo anche il Nequomante Forzuto dopo un duro scontro con esso. I Wizards of Mickey fanno ritorno dai loro compagni ed ex-nemici e insieme si preparano al contrattacco contro il malvagio Dominatore.

#### Episodio 3 (3190)
I Cavalieri del Cristallo si dirigono verso il punto più vicino della nave volante del malvagio Dominatore per invaderla. Lungo il tragitto Topolino rivela agli altri compagni che uno dei tre Morgrim che hanno incontrato nel loro mondo rivelò loro che esiste un Nequomante con il potere della macchinazione capace di indebolire i mondi magici con le sue trame malefiche. Tale rivelazione porta nei pensieri di tutti a un solo nome: Il Signore degli Inganni alias Macchia Nera. Ipotesi confermata anche dal Maestro Nereus quando spiega che neppure lui conosce il passato di Macchia Nera prima che diventasse allievo dello Stregone Supremo. Topolino decide di recarsi sull'isola dell'esilio per riportare Macchia Nera nel loro mondo e supportarli nella battaglia contro i Morgrim. Topolino si divide dai suoi compagni e si reca nel castello dello Stregone Supremo. Grazie al guanto magico donatogli dai tre Morgrim entra nel multiverso e cerca l'isola dell'esilio. Nel frattempo i cavalieri di cristallo continuano la loro marcia contro la nave del nemico, ma cadono in una trappola del Nequomante Ingegnoso, pronto a vendicare il compagno sconfitto. La battaglia diventa sempre più cruenta e i Cavalieri di Cristallo sono quasi sopraffatti dalla strategia di battaglia del Nequomante, tuttavia essi riescono a sconfiggere i Morgrim grazie ad attacchi del tutto privi di senso che fanno andare in tilt il Nequomante, che viene sconfitto dai draghi del Team Magma Fire. Nel frattempo Topolino riesce a trovare e a raggiungere l'isola e ritrova Macchia Nera. Topolino grazie a un gioco di parole riesce a far confessare Macchia Nera. Quest'ultimo rivela che lui in passato era uno dei servi del Dominatore ed era conosciuto con il nome di Nequomante della Macchinazione. Il Dominatore affidò al Signore degli Inganni, il compito di conquistare il suo mondo per poi consegnarlo a lui. Dopo che Macchia Nera venne esiliato, il Dominatore decise di conquistare lui stesso il loro mondo con le sue truppe. Topolino offre la possibilità a Macchia Nera di riscattare il suo nome se combatterà con loro contro il Dominatore. Questi accetta e insieme al vecchio nemico tornano sul loro mondo, esattamente dopo che i Cavalieri di Cristallo hanno sconfitto il Nequomante.

#### Episodio 4 (3191)
I Cavalieri di Cristallo decidono di fidarsi del giudizio di Topolino riguardo a Macchia Nera e insieme si recano nel punto dove è precipitata la nave volante del Dominatore. Macchia Nera fa strada ai riluttanti alleati tra le macerie e consiglia loro di stare attenti al Nequomante Illusionista, colui che ha fatto rinascere i dissapori nell'esercito dell'Alleanza contro i Morgrim permettendo la vittoria al Dominatore, perché egli è in grado di creare potenti illusioni. Il nequomante giunge sul luogo e comincia a usare le sue illusioni contro i cavalieri di cristallo, tuttavia Macchia Nera grazie a uno stratagemma ideato assieme a Nereus sconfigge il Nequomante. Non avendo più ostacoli di fronte a loro i Wizards of Mickeye l'esercito alleato giungono nella sala del trono, dove li aspetta il Dominatore. Egli non accetta la sconfitta e con il suo scettro magico pieno dell'aurabastro rubato dal mondo magico crea diversi Morgrim dalle macerie della sua nave volante. I Cavalieri di Cristallo iniziano una furente battaglia contro i Morgrim. Il Dominatore propone a Macchia Nera di allearsi con lui e di dominare tutto il multiverso, Macchia Nera rifiuta ma il Dominatore rivela che nonostante siano passati anni l'armatura che ha donato a Macchia Nera tempo prima rendendolo un Nequomante esiste ancora ed è ancora sotto il suo gioco. Macchia Nera riesce a ingannare il Dominatore e a liberarsi dal suo giogo e insieme ai Wizards of Mickey sferra un attacco unico contro di esso disintegrandolo completamente. Ormai sconfitto il Dominatore e la sua armata dei Morgrim, Macchia Nera prende in mano lo scettro di aurabastro rivelando che ha intenzione di conquistare nuovamente il mondo ma per qualche strana ragione non vuole farlo. Topolino rivela che con il patto di amicizia che ha stretto con lui ha trasferito in Macchia Nera un incanto antico creandogli una coscienza, così facendo egli non riuscirà più a effettuare piani malefici. Il Signore degli Inganni furioso attraverso un oggetto magico del Dominatore svanisce nel nulla giurando vendetta. Subito dopo Topolino libera dallo scettro del Dominatore tutto l'aurabastro imprigionato facendo ritornare allo splendore il loro mondo e liberando gli abitanti dalla prigione oscura. Finita la guerra contro il Dominatore e i Morgrim, tutti si riuniscono per festeggiare la vittoria e l'inizio di un nuovo periodo di pace.

### Oberon(3261)

#### Episodio 1
I Wizards of Mickey, in compagnia di altri amici maghi e streghe, stanno costruendo un'accademia di magia in modo da potere insegnare alle future leve tutto ciò che c'è da sapere sulla magia e su come usarla a dovere. Decidono però che è arrivato il momento per ridare la libertà ai Doomspider, fonte da cui prendono i loro poteri magici, e cercare un nuovo potere magico che potrebbe risiedere nell'antica magia dominata dagli Elfi. Per pura coincidenza s'imbattono in Pixy, una fatina che sembra sapere molto sull'argomento, e che, dopo essere stata salvata da Pippo decide di aiutarli. La fatina rivela di sapere esattamente dove gli Elfi dimorano e, grata per l'aiuto, ha intenzione di condurli da loro. Per far ciò però occorrono prima altri due Folletti suoi amici: Cork il goblin ed Elmer lo gnomo. Con il trio al completo i tre Folletti grazie al loro canto congiunto conducono i Wizards of Mickey all'interno del leggendario Oberon, il maestoso albero-regno dimora degli Elfi. Al suo interno trovano però molte creature ostili che li mettono in difficoltà, finché in loro aiuto non intervengono finalmente gli Elfi Guerrieri. Essi li conducono sulle vette più alte di Oberon al cospetto della Regina Valedrin. La fatina Pixy confessa che la bellezza di Oberon sta lasciando posto all'oscurità, ma Valedrin mette in guardia i Wizards of Mickey di non fidarsi troppo di coloro che li hanno accompagnati fin qui poiché Pixy, Cork ed Elmer, così come altri della loro specie, facevano un tempo parte della stirpe degli Elfi, ma quando essi, a causa della nascita di nuove razze, decisero di spostare di dimensione Oberon, cristallizzandolo in un'esclusiva frequenza dimensionale, non tutti vollero seguirli. Nacquero così i Folletti cioè tutti quegli elfi che decisero di abbandonare il loro popolo diventando col tempo esseri invidiosi che amano lo scompiglio. Dopo le dovute spiegazioni la Regina rifiuta l'aiuto dei Wizards of Mickey, ritendoli indegni della loro razza, cacciandoli dal regno. Poco fuori dalla reggia i Wizards of Mickey vengono fermati da alcune strane creature a forma d'albero che l'implorano di aiutarli a fermare la minaccia che incombe su Oberon.

#### Episodio 2
Le misteriose creature si presentano come Drianti e svelano di essere le manifestazioni viventi di Oberon. Un tempo alleati degli Elfi, ma ora costretti ad agire in segreto cospirando coi Folletti a causa del pericolo incombente che grava su Oberon. L'albero è infatti ricco di Aurabastro, il potente elemento magico con lo scopo di cambiare e creare, ma che se viene tenuto fermo troppo a lungo prima si ammala e poi si arrabbia proprio come sta accadendo a Oberon e alle sue creature che ne vengono influenzate. Comparsi i primi sintomi Valedrin ipotizzò di riportare tutto nel vecchio mondo, ma vedendo come erano diventati gli Elfi rabbrividì preferendo cercare una cura. Cork vedendo Valedrin fiutò guai. Non aveva più il suo timbro elfico, ma scoprì che unendolo ad altri suoi simili riusciva a ricreare la melodia che consentiva l'accesso a Oberon. I tre folletti fecero così ritorno a Oberon dove vennero avvisati dai Drianti che l'albero si stava iniziando a ribellare e che gli Elfi troppo testardi non vollero sentire ragioni, preferendo i metodi della loro Regina sempre in cerca di una cura. Spaventati che l'oscurità possa diffondersi fino alle radici facendo diventare Oberon una malvagità infestante che tutto stritola, così come raccontato dai Drianti i Wizards of Mickey si uniscono alla causa. Così, mentre i Wizards of Mickey si dirigono nelle profondità di Oberon pronti a fermare l'oscurità che avanza, il resto dell'esercito alleato è pronto a fermare l'avanzata elfica. I Wizards of Mickey vengono raggiunti da Valedrian intenzionata a manipolare l'aurabastro per poter curare Oberon tenendolo cristallizzato. Topolino svela che la cura trovata dalla regina non è la soluzione corretta come non lo è quella di liberarlo studiata dai Folletti svelando che il vero nemico sono i Drianti stessi che hanno creato ostilità per espandere l'oscurità nell'albero. La soluzione corretta secondo i Wizards of Mickey è infatti quella di unire le strategie messe in atto da Elfi e Folletti e quindi curare prima l'albero per poi liberarlo in modo che non si ammali più. Durante lo scontro coi Drianti i Wizards of Mickey, privi di bordoni magici, apprendono la vera lettura della magia elfica, grazie al consiglio della Regina che gli ricorda di essere loro stessi. Grazie a un po' di fantasia e inventiva i Wizards of Mickey trovano una magia più potente che mai che gli permette di sconfiggere l'oscurità che regna in Oberon. Oberon torna così nella sua dimensione normale e piantato dove ora sorge l'accademia di magia. Per ringraziarli Oberon dona dei nuovi bordoni magici ai Wizards of Mickey fatti dal suo legno e concentrati della sua magia mentre il suo bisogno di creare appagherà i giovani maghi dell'accademia. Valedrian viene invitata invece a insegnare i segreti della sua magia all'accademia in modo da svelarne i misteri ancora celati.

### Arena(3285)

#### Episodio 1
I Wizards of Mickey si trovano nei Pratinfiniti per indagare sulle misteriose scomparse di alcuni team di maghi, tra cui le Luna Diamante, quando vengono colti di sorpresa dai Trickster un team di maghi abili negli scherzetti che li catapulta all'interno di una misteriosa Arena. Qui, dopo essersi risvegliati dopo il brusco atterraggio, notano che al di fuori delle mura in cui si trovano sono imprigionati i maghi e le streghe spariti in circostanze misteriose. I Wizards of Mickey iniziano a cercare un modo per liberare i loro amici ma il loro cammino viene sbarrato da un Alabardiere posto a difesa dell'Arena. L'alabardiere viene sconfitto grazie alle potenti abilità magiche congiunte di Topolino, Paperino, Pippo e Fafnir, ma un'altra sfida li attende ancora superato il prossimo cancello. Un Arena Vulcanica e il team Magma Fire sono i prossimi avversari dei Wizards of Mickey. Grazie alla telepatia e a Fafnir i Draghi rivelano ai loro alleati di essere stati condotti all'interno dell'Arena dai Trickster, che li tengono sempre sotto sorveglianza, dopo che essi gli hanno rubato un prezioso tesoro. Da giorni loro lottano per arrivare alla cima della torre e riprendersi il tesoro senza risultato. Consigliano quindi ai Wizards of Mickey di continuare a duellare con loro, in modo da non insospettire i Trickster. I Magma Fire si lasciano sconfiggere di proposito lasciando ai Wizards of Mickey l'ardito compito di risolvere la situazione anche per conto loro. Il prossimo cancello si apre, ma i Wizards of Mickey decidono di proseguire ognuno per conto proprio visto alcune divergenze di idee su come arrivare ai Trickster.

#### Episodio 2
Topolino decide di affidarsi ai suoi poteri magici ma a ostacolargli il cammino si pone Vik. I due ingaggiano quindi un duello magico tra le varie dimensioni dell'Arena. Pippo preferisce usare, invece, l'inventiva e grazie a un visore 3D da lui creato con la magia scopre scrutando tra le varie mini dimensioni dell'arena che tutto ciò deve essere opera di una grande potenza. Scopre inoltre che tutte le mini dimensioni all'interno dell'Arena sono un circolo senza fine chiuso in una spilla d'Aurabastro. Le scoperte di Pippo vengono però interrotte da un altro mago dei Trickster: Vik. Paperino, accompagnato da Fafnir, vuole dimostrare di saper creare i più potenti incantesimi. Grazie al portale aperto Paperino pensa di essere finalmente arrivato fuori dall'Arena ma le sue convinzioni svaniscono poco dopo quando una serie di trappole preparate da Cik sono lì ad attenderlo. Nonostante le trappole e gli avversari posti a fermarli i Wizards of Mickey riescono lo stesso a uscire dalle loro mini dimensioni e riunirsi. Un ultimo avversario si pone davanti ai Wizards of Mickey appena riuniti: Oros il possente. Per sconfiggere questo nuovo nemico Pippo racconta ai suoi amici delle scoperte fatte e della spilla d'aurabastro che scorge poco dopo in cielo. Con una potentissima magia i Wizards of Mickey spiccano il volo recuperando la spilla e arrivando al cospetto di Oros il possente. Con grande sorpresa Oros si congratula coi suoi avversari rivelandogli che il suo inganno è finalmente stato svelato e catapultando tutti fuori dall'Arena. Oros racconta che quello che rimane di lui di quando era leggendario è solo la spilla e che al tempo era in cerca, tra le dimensioni, di degni eroi a cui donare la sua forza. Il suo prescelto però lo tradì e fu molto doloroso doverlo allontanare. In cerca di nuovi eroi forgiò quindi un universo pocket dove spedire guerrieri e addestrarli contro i male. Il loro obiettivo sarebbe stato quello di duellare, senza spiegazioni, vedendo solo un obiettivo a loro caro e condotti su ring sempre più ostili da tre arbitri (I Trickster). Ora Oros ha finalmente trovato nei Wizards of Mickey i degni eroi che cercava anche se il loro obiettivo all'interno dell'Arena è stato raggiunto con altri metodi che non aveva preventivato. Oros si dilegua liberando i maghi e le streghe catturati e facendo sparire l'Arena per sempre.